# Playoffs NBA 2013
Los Playoffs de la NBA de 2013 es el ciclo de cierre al torneo de la temporada 2012-2013 de la NBA. En Estados Unidos, la fase de los Playoffs también se denomina postemporada y es la llave para conseguir el título definitivo de la NBA la cual tuvo como campeón a Miami Heat en su segundo año consecutivo.

## Formato
El formato del 2013 es el mismo que el de los Playoffs del 2012.
Los 30 equipos en el torneo americano se distribuyen dividiéndose en 2 conferencias de 15 equipos cada una. Cada Conferencia está constituida por 3 Divisiones diferentes y, en cada una de ellas, están incluidos 5 equipos. La Conferencia Oeste incluye la División Pacífico, División Noroeste y la División Suroeste; la Conferencia Este está compuesta por la División Atlántico, División Central y División Sureste.
Una vez terminada la temporada regular la clasificación para los Playoffs se produce de la siguiente manera: clasifican los 8 mejores equipos de cada conferencia. Dentro de ellas se ordenan en orden descendente según la cantidad de victorias, con la excepción de que un campeón de división no puede ser ubicado en un puesto inferior al 4°.
Una vez que se establecen los puestos definitivos para los Playoffs, se realizan unas eliminatorias denominadas: 1.ª ronda, Semifinales y Final de Conferencia y los equipos que ganen sus eliminatorias se van clasificando de la siguiente forma:
|  | 1.ª ronda       | 1.ª ronda |  |  | Semifinales de Conferencia | Semifinales de Conferencia |  |  | Final de Conferencia | Final de Conferencia |
|  | 2-2-1-1-1       | 2-2-1-1-1 |  |  | 2-2-1-1-1                  | 2-2-1-1-1                  |  |  | 2-2-1-1-1            | 2-2-1-1-1            |
|  |                 |           |  |  |                            |                            |  |  |                      |                      |
|  |                 |           |  |  |                            |                            |  |  |                      |                      |
|  |                 |           |  |  |                            |                            |  |  |                      |                      |
|  | 1º Clasificado  |           |  |  |                            |                            |  |  |                      |                      |
|  |                 |           |  |  |                            |                            |  |  |                      |                      |
|  | 8º Clasificado  |           |  |  |                            |                            |  |  |                      |                      |
|  |                 |           |  |  |                            |                            |  |  |                      |                      |
|  |                 |           |  |  |                            |                            |  |  |                      |                      |
|  |                 |           |  |  |                            |                            |  |  |                      |                      |
|  | 4º Clasificado  |           |  |  |                            |                            |  |  |                      |                      |
|  |                 |           |  |  |                            |                            |  |  |                      |                      |
|  | 5º Clasificado  |           |  |  |                            |                            |  |  |                      |                      |
|  |                 |           |  |  |                            |                            |  |  |                      |                      |
|  |                 |           |  |  |                            |                            |  |  |                      |                      |
|  |                 |           |  |  |                            |                            |  |  |                      |                      |
|  | 2º Clasificado  |           |  |  |                            |                            |  |  |                      |                      |
|  |                 |           |  |  |                            |                            |  |  |                      |                      |
|  | 7º Clasificado  |           |  |  |                            |                            |  |  |                      |                      |
|  |                 |           |  |  |                            |                            |  |  |                      |                      |
|  |                 |           |  |  |                            |                            |  |  |                      |                      |
|  |                 |           |  |  |                            |                            |  |  |                      |                      |
|  | 3º Clasificado  |           |  |  |                            |                            |  |  |                      |                      |
|  |                 |           |  |  |                            |                            |  |  |                      |                      |
|  | 6.º clasificado |           |  |  |                            |                            |  |  |                      |                      |
|  |                 |           |  |  |                            |                            |  |  |                      |                      |

Las eliminatorias o series se juegan en un formato al mejor de 7 partidos, en el que se tiene que ganar 4 partidos para clasificarse para la siguiente ronda. El equipo que posea la ventaja de campo en cada eliminatoria disputará los partidos 1, 2, 5 y 7 como local, mientras que el resto de partidos se jugará en el pabellón del equipo contrario. Se establece como equipo con ventaja de campo al que haya tenido mejor balance en liga entre los 2 contendientes de una eliminatoria. En el momento en que un equipo gana 4 partidos, se clasifica para la siguiente ronda de eliminatoria, sin jugar obligatoriamente los 7 partidos programados (Formato: 2-2-1-1-1). La única excepción son en las finales donde el formato utilizado es el de 2-3-2.

## Cuadro de Enfrentamientos
|  | Primera ronda     | Primera ronda | Primera ronda |   |                | Semifinales de Conferencia | Semifinales de Conferencia | Semifinales de Conferencia |  |    | Finales de Conferencia | Finales de Conferencia | Finales de Conferencia |  |    | Finales de la NBA | Finales de la NBA | Finales de la NBA |
|  |                   |               |               |   |                |                            |                            |                            |  |    |                        |                        |                        |  |    |                   |                   |                   |
|  | E1                | Miami*        | 4             |   |                |                            |                            |                            |  |    |                        |                        |                        |  |    |                   |                   |                   |
|  | E8                | Milwaukee     | 0             |   |                |                            |                            |                            |  |    |                        |                        |                        |  |    |                   |                   |                   |
|  | E8                | Milwaukee     | 0             |   | E1             | Miami*                     | 4                          |                            |  |    |                        |                        |                        |  |    |                   |                   |                   |
|  |                   |               |               |   | E1             | Miami*                     | 4                          |                            |  |    |                        |                        |                        |  |    |                   |                   |                   |
|  |                   | E5            | Chicago       | 1 |                |                            |                            |                            |  |    |                        |                        |                        |  |    |                   |                   |                   |
|  | E4                | E5            | Chicago       | 1 | Brooklyn       | 3                          |                            |                            |  |    |                        |                        |                        |  |    |                   |                   |                   |
|  | E4                |               |               |   | Brooklyn       | 3                          |                            |                            |  |    |                        |                        |                        |  |    |                   |                   |                   |
|  | E5                | Chicago       | 4             |   |                |                            |                            |                            |  |    |                        |                        |                        |  |    |                   |                   |                   |
|  | E5                | Chicago       | 4             |   |                |                            |                            |                            |  | E1 | Miami*                 | 4                      |                        |  |    |                   |                   |                   |
|  | Conferencia Este  |               |               |   |                |                            |                            |                            |  | E1 | Miami*                 | 4                      |                        |  |    |                   |                   |                   |
|  |                   | E3            | Indiana*      | 3 |                |                            |                            |                            |  |    |                        |                        |                        |  |    |                   |                   |                   |
|  | E2                | E3            | Indiana*      | 3 | New York*      | 4                          |                            |                            |  |    |                        |                        |                        |  |    |                   |                   |                   |
|  | E2                |               |               |   | New York*      | 4                          |                            |                            |  |    |                        |                        |                        |  |    |                   |                   |                   |
|  | E7                | Boston        | 2             |   |                |                            |                            |                            |  |    |                        |                        |                        |  |    |                   |                   |                   |
|  | E7                | Boston        | 2             |   | E2             | New York*                  | 2                          |                            |  |    |                        |                        |                        |  |    |                   |                   |                   |
|  |                   |               |               |   | E2             | New York*                  | 2                          |                            |  |    |                        |                        |                        |  |    |                   |                   |                   |
|  |                   | E3            | Indiana       | 4 |                |                            |                            |                            |  |    |                        |                        |                        |  |    |                   |                   |                   |
|  | E3                | E3            | Indiana       | 4 | Indiana*       | 4                          |                            |                            |  |    |                        |                        |                        |  |    |                   |                   |                   |
|  | E3                |               |               |   | Indiana*       | 4                          |                            |                            |  |    |                        |                        |                        |  |    |                   |                   |                   |
|  | E6                | Atlanta       | 2             |   |                |                            |                            |                            |  |    |                        |                        |                        |  |    |                   |                   |                   |
|  | E6                | Atlanta       | 2             |   |                |                            |                            |                            |  |    |                        |                        |                        |  | E1 | Miami*            | 4                 |                   |
|  |                   |               |               |   |                |                            |                            |                            |  |    |                        |                        |                        |  | E1 | Miami*            | 4                 |                   |
|  |                   | O2            | San Antonio*  | 3 |                |                            |                            |                            |  |    |                        |                        |                        |  |    |                   |                   |                   |
|  | O1                | O2            | San Antonio*  | 3 | Oklahoma City* | 4                          |                            |                            |  |    |                        |                        |                        |  |    |                   |                   |                   |
|  | O1                |               |               |   | Oklahoma City* | 4                          |                            |                            |  |    |                        |                        |                        |  |    |                   |                   |                   |
|  | O8                | Houston       | 2             |   |                |                            |                            |                            |  |    |                        |                        |                        |  |    |                   |                   |                   |
|  | O8                | Houston       | 2             |   | O1             | Oklahoma City*             | 1                          |                            |  |    |                        |                        |                        |  |    |                   |                   |                   |
|  |                   |               |               |   | O1             | Oklahoma City*             | 1                          |                            |  |    |                        |                        |                        |  |    |                   |                   |                   |
|  |                   | O5            | Memphis       | 4 |                |                            |                            |                            |  |    |                        |                        |                        |  |    |                   |                   |                   |
|  | O4                | O5            | Memphis       | 4 | L.A. Clippers* | 2                          |                            |                            |  |    |                        |                        |                        |  |    |                   |                   |                   |
|  | O4                |               |               |   | L.A. Clippers* | 2                          |                            |                            |  |    |                        |                        |                        |  |    |                   |                   |                   |
|  | O5                | Memphis       | 4             |   |                |                            |                            |                            |  |    |                        |                        |                        |  |    |                   |                   |                   |
|  | O5                | Memphis       | 4             |   |                |                            |                            |                            |  | O5 | Memphis                | 0                      |                        |  |    |                   |                   |                   |
|  | Conferencia Oeste |               |               |   |                |                            |                            |                            |  | O5 | Memphis                | 0                      |                        |  |    |                   |                   |                   |
|  |                   | O2            | San Antonio*  | 4 |                |                            |                            |                            |  |    |                        |                        |                        |  |    |                   |                   |                   |
|  | O2                | O2            | San Antonio*  | 4 | San Antonio*   | 4                          |                            |                            |  |    |                        |                        |                        |  |    |                   |                   |                   |
|  | O2                |               |               |   | San Antonio*   | 4                          |                            |                            |  |    |                        |                        |                        |  |    |                   |                   |                   |
|  | O7                | L.A. Lakers   | 0             |   |                |                            |                            |                            |  |    |                        |                        |                        |  |    |                   |                   |                   |
|  | O7                | L.A. Lakers   | 0             |   | O2             | San Antonio*               | 4                          |                            |  |    |                        |                        |                        |  |    |                   |                   |                   |
|  |                   |               |               |   | O2             | San Antonio*               | 4                          |                            |  |    |                        |                        |                        |  |    |                   |                   |                   |
|  |                   | O6            | Golden State  | 2 |                |                            |                            |                            |  |    |                        |                        |                        |  |    |                   |                   |                   |
|  | O3                | O6            | Golden State  | 2 | Denver         | 2                          |                            |                            |  |    |                        |                        |                        |  |    |                   |                   |                   |
|  | O3                |               |               |   | Denver         | 2                          |                            |                            |  |    |                        |                        |                        |  |    |                   |                   |                   |
|  | O6                | Golden State  | 4             |   |                |                            |                            |                            |  |    |                        |                        |                        |  |    |                   |                   |                   |

## Conferencia Este

### Primera ronda

#### (1) Miami Heat vs. (8) Milwaukee Bucks
| 21 de abril      | Milwaukee Bucks                                                                   | 87–110                                | Miami Heat                                                  | |  |  |
| 7:00 p. m.       | Parciales: 24-26, 21-26, 20-28, 22-30                                             | Parciales: 24-26, 21-26, 20-28, 22-30 | Parciales: 24-26, 21-26, 20-28, 22-30                       | |  |  |
|                  | Estadísticas Brandon Jennings 26 Ersan Ilyasova 6 Monta Ellis y Redick 3 cada uno | Reporte Pts Reb Asts                  | Estadísticas LeBron James 27 LeBron James 10 LeBron James 8 | Pabellón: American Airlines Arena, Miami, Florida Asistencia: 20,006 espectadores Árbitros: Bennett Salvatore, James Capers, Sean Corbin Televisión: TNT |  |  |
| Miami lidera 1–0 |                                                                                   |                                       |                                                             | |  |  |
|                  |                                                                                   |                                       |                                                             | |  |  |

| 23 de abril      | Milwaukee Bucks                                               | 86–98                                 | Miami Heat                                                | |  |  |
| 7:30 p. m.       | Parciales: 23–25, 20–22, 22–21, 21–30                         | Parciales: 23–25, 20–22, 22–21, 21–30 | Parciales: 23–25, 20–22, 22–21, 21–30                     | |  |  |
|                  | Estadísticas Ersan Ilyasova 21 Ersan Ilyasova 6 Monta Ellis 5 | Reporte Pts Reb Asts                  | Estadísticas Dwyane Wade 21 LeBron James 8 LeBron James 6 | Pabellón: American Airlines Arena, Miami, Florida Asistencia: 20,097 espectadores Árbitros: Tony Brothers, Ron Garretson, Zach Zarba Televisión: NBA TV |  |  |
| Miami lidera 2–0 |                                                               |                                       |                                                           | |  |  |
|                  |                                                               |                                       |                                                           | |  |  |

| 25 de abril      | Miami Heat                                             | 104–91                                | Milwaukee Bucks                                                                | |  |  |
| 7:00 p. m.       | Parciales: 21–30, 27–20, 30–18, 26–23                  | Parciales: 21–30, 27–20, 30–18, 26–23 | Parciales: 21–30, 27–20, 30–18, 26–23                                          | |  |  |
|                  | Estadísticas Ray Allen 23 Chris Bosh 14 Dwyane Wade 11 | Reporte Pts Reb Asts                  | Estadísticas Jennings, Sanders 16 cada uno Larry Sanders 11 Brandon Jennings 8 | Pabellón: BMO Harris Bradley Center, Milwaukee, Wisconsin Asistencia: 18,165 espectadores Árbitros: Scott Foster, Bill Kennedy, Scott Wall Televisión: TNT |  |  |
| Miami lidera 3–0 |                                                        |                                       |                                                                                | |  |  |
|                  |                                                        |                                       |                                                                                | |  |  |

| 28 de abril    | Miami Heat                                                                           | 88–77                                 | Milwaukee Bucks                                            | |  |  |
| 3:30 p. m.     | Parciales: 24–17, 21–24, 22–21, 21–15                                                | Parciales: 24–17, 21–24, 22–21, 21–15 | Parciales: 24–17, 21–24, 22–21, 21–15                      | |  |  |
|                | Estadísticas LeBron James 30 LeBron James y Mario Chalmers 8 cada uno LeBron James 7 | Reporte Pts Reb Asts                  | Estadísticas Monta Ellis 21 Larry Sanders 11 Monta Ellis 8 | Pabellón: BMO Harris Bradley Center, Milwaukee, Wisconsin Asistencia: 18,717 espectadores Árbitros: Dan Crawford, Marc Davis, Michael Smith Televisión: ABC |  |  |
| Miami ganó 4–0 |                                                                                      |                                       |                                                            | |  |  |
|                |                                                                                      |                                       |                                                            | |  |  |

Enfrentamientos en temporada regular
Miami ganó 3–1 partidos de la temporada regular:
| 21 de noviembre de 2012 | Milwaukee Bucks | 106–113 | Miami Heat |                                                   |  |
|                         |                 |         |            |                                                   |  |
|                         |                 | Reporte |            | Pabellón: American Airlines Arena, Miami, Florida |  |

| 29 de diciembre de 2012 | Miami Heat | 85–104  | Milwaukee Bucks |                                                           |  |
|                         |            |         |                 |                                                           |  |
|                         |            | Reporte |                 | Pabellón: BMO Harris Bradley Center, Milwaukee, Wisconsin |  |

| 15 de marzo de 2013 | Miami Heat | 107–94  | Milwaukee Bucks |                                                           |  |
|                     |            |         |                 |                                                           |  |
|                     |            | Reporte |                 | Pabellón: BMO Harris Bradley Center, Milwaukee, Wisconsin |  |

| 9 de abril de 2013 | Milwaukee Bucks | 83–94   | Miami Heat |                                                   |  |
|                    |                 |         |            |                                                   |  |
|                    |                 | Reporte |            | Pabellón: American Airlines Arena, Miami, Florida |  |

Último enfrentamiento en playoffs: Este es el primer enfrentamiento entre Heat y Bucks.

#### (2) New York Knicks vs. (7) Boston Celtics
| 20 de abril         | Boston Celtics                                           | 78–85                                | New York Knicks                                                  | |  |  |
| 3:00 p. m.          | Parciales: 29–26, 24–23, 17–18, 8–18                     | Parciales: 29–26, 24–23, 17–18, 8–18 | Parciales: 29–26, 24–23, 17–18, 8–18                             | |  |  |
|                     | Estadísticas Jeff Green 26 Brandon Bass 10 Paul Pierce 7 | Reporte Pts Reb Asts                 | Estadísticas Carmelo Anthony 36 Kenyon Martin 9 Raymond Felton 6 | Pabellón: Madison Square Garden, Nueva York, Nueva York, EE. UU. Asistencia: 19,033 espectadores Árbitros: Monty McCutchen, Bill Spooner, Gary Zielinski Televisión: ABC |  |  |
| New York lidera 1-0 |                                                          |                                      |                                                                  | |  |  |
|                     |                                                          |                                      |                                                                  | |  |  |

| 23 de abril         | Boston Celtics                                             | 71–87                                 | New York Knicks                                                   | |  |  |
| 8:00 p. m.          | Parciales: 20-26, 28–16, 11–32, 12–13                      | Parciales: 20-26, 28–16, 11–32, 12–13 | Parciales: 20-26, 28–16, 11–32, 12–13                             | |  |  |
|                     | Estadísticas Paul Pierce 18 Kevin Garnett 11 Paul Pierce 6 | Reporte Pts Reb Asts                  | Estadísticas Carmelo Anthony 34 Kenyon Martin 11 Pablo Prigioni 5 | Pabellón: Madison Square Garden, Nueva York, Nueva York, EE. UU. Asistencia: 19,033 espectadores Árbitros: Derrick Stafford, David Jones, Rodney Mott Televisión: TNT |  |  |
| New York lidera 2–0 |                                                            |                                       |                                                                   | |  |  |
|                     |                                                            |                                       |                                                                   | |  |  |

| 26 de abril         | New York Knicks                                                         | 90–76                                 | Boston Celtics                                            | |  |  |
| 8:00 p. m.          | Parciales: 23–18, 24–13, 21–21, 22–24                                   | Parciales: 23–18, 24–13, 21–21, 22–24 | Parciales: 23–18, 24–13, 21–21, 22–24                     | |  |  |
|                     | Estadísticas Carmelo Anthony 26 Chandler y Shumpert 8 Raymond Felton 10 | Reporte Pts Reb Asts                  | Estadísticas Jeff Green 21 Kevin Garnett 17 Paul Pierce 5 | Pabellón: TD Garden, Boston, Massachusetts Asistencia: 18,624 espectadores Árbitros: Dan Crawford, Marc Davis, Michael Smith Televisión: ESPN |  |  |
| New York lidera 3–0 |                                                                         |                                       |                                                           | |  |  |
|                     |                                                                         |                                       |                                                           | |  |  |

| 28 de abril         | New York Knicks                                                   | 90–97                                              | Boston Celtics                                                  | |  |  |
| 1:00 p. m.          | Parciales: 17-22, 18-32, 30-14, 19-16 (T.E.: 6–13)                | Parciales: 17-22, 18-32, 30-14, 19-16 (T.E.: 6–13) | Parciales: 17-22, 18-32, 30-14, 19-16 (T.E.: 6–13)              | |  |  |
|                     | Estadísticas Carmelo Anthony 36 Iman Shumpert 12 Raymond Felton 3 | Reporte Pts Reb Asts                               | Estadísticas Paul Pierce 29 Kevin Garnett 17 Garnett y Pierce 6 | Pabellón: TD Garden, Boston, Massachusetts Asistencia: 18,624 espectadores Árbitros: Scott Foster, Derrick Collins, Bill Kennedy Televisión: ABC |  |  |
| New York lidera 3–1 |                                                                   |                                                    |                                                                 | |  |  |
|                     |                                                                   |                                                    |                                                                 | |  |  |

| 1 de mayo           | Boston Celtics                                        | 92–86                                 | New York Knicks                                                    | |  |  |
| TBD                 | Parciales: 20-22, 25-17, 24-21, 23-26                 | Parciales: 20-22, 25-17, 24-21, 23-26 | Parciales: 20-22, 25-17, 24-21, 23-26                              | |  |  |
|                     | Estadísticas Jeff Green 18 Kevin Garnett 18 Garnett 5 | Reporte Pts Reb Asts                  | Estadísticas Carmelo Anthony 22 Tyson Chandler 11 Raymond Felton 4 | Pabellón: Madison Square Garden, Nueva York, Nueva York, EE. UU. Asistencia: 19,033 espectadores Árbitros: James Capers, Joe Crawford, Sean Corbin Televisión: TBD |  |  |
| New York lidera 3–2 |                                                       |                                       |                                                                    | |  |  |
|                     |                                                       |                                       |                                                                    | |  |  |

| 3 de mayo       | New York Knicks                                                    | 88–80                                 | Boston Celtics                                       | |  |  |
| TBD             | Parciales: 24-10, 15-17, 28-20, 21-33                              | Parciales: 24-10, 15-17, 28-20, 21-33 | Parciales: 24-10, 15-17, 28-20, 21-33                | |  |  |
|                 | Estadísticas Carmelo Anthony 21 Tyson Chandler 12 Raymond Felton 7 | Reporte Pts Reb Asts                  | Estadísticas Jeff Green 21 Kevin Garnett 10 Pierce 5 | Pabellón: TD Garden, Boston, Massachusetts Asistencia: 18,624 espectadores Árbitros: Bennett Salvatore, Ken Mauer, Ed Malloy Televisión: TBD |  |  |
| Knicks gana 4–2 |                                                                    |                                       |                                                      | |  |  |
|                 |                                                                    |                                       |                                                      | |  |  |

Enfrentamientos en temporada regular
Knicks ganó 3–1 partidos de temporada regular:
| 7 de enero de 2013 | Boston Celtics | 102–96  | New York Knicks |                                                                  |  |
|                    |                |         |                 |                                                                  |  |
|                    |                | Reporte |                 | Pabellón: Madison Square Garden, Nueva York, Nueva York, EE. UU. |  |

| 24 de enero de 2013 | New York Knicks | 89–86   | Boston Celtics |                                            |  |
|                     |                 |         |                |                                            |  |
|                     |                 | Reporte |                | Pabellón: TD Garden, Boston, Massachusetts |  |

| 26 de marzo de 2013 | New York Knicks | 100–85  | Boston Celtics |                                            |  |
|                     |                 |         |                |                                            |  |
|                     |                 | Reporte |                | Pabellón: TD Garden, Boston, Massachusetts |  |

| 31 de marzo de 2013 | Boston Celtics | 89–108  | New York Knicks |                                                                  |  |
|                     |                |         |                 |                                                                  |  |
|                     |                | Reporte |                 | Pabellón: Madison Square Garden, Nueva York, Nueva York, EE. UU. |  |

Último enfrentamiento en playoffs: 1.ª ronda de la Conferencia Este 2011 (Boston ganó 4–0).

#### (3) Indiana Pacers vs. (6) Atlanta Hawks
| 21 de abril        | Atlanta Hawks                                          | 90–107                                | Indiana Pacers                                            | |  |  |
| 1:00 p. m.         | Parciales: 26–34, 24–24, 19–26, 21–23                  | Parciales: 26–34, 24–24, 19–26, 21–23 | Parciales: 26–34, 24–24, 19–26, 21–23                     | |  |  |
|                    | Estadísticas Jeff Teague 21 Josh Smith 8 Jeff Teague 7 | Reporte Pts Reb Asts                  | Estadísticas Paul George 23 Paul George 11 Paul George 12 | Pabellón: Bankers Life Fieldhouse, Indianápolis, Indiana Asistencia: 18,165 espectadores Árbitros: Derrick Stafford, David Jones, Rodney Mott Televisión: TNT |  |  |
| Indiana lidera 1–0 |                                                        |                                       |                                                           | |  |  |
|                    |                                                        |                                       |                                                           | |  |  |

| 24 de abril        | Atlanta Hawks                                           | 98–113                                | Indiana Pacers                                                        | |  |  |
| 7:30 p. m.         | Parciales: 19–25, 31–34, 26–29, 22–25                   | Parciales: 19–25, 31–34, 26–29, 22–25 | Parciales: 19–25, 31–34, 26–29, 22–25                                 | |  |  |
|                    | Estadísticas Devin Harris 17 Al Horford 10 Al Horford 5 | Reporte Pts Reb Asts                  | Estadísticas Paul George 27 Roy Hibbert 9 5 jugadores empatados con 3 | Pabellón: Bankers Life Fieldhouse, Indianápolis, Indiana Asistencia: 18,165 espectadores Árbitros: Ken Mauer, Ed Malloy, Sean Wright Televisión: NBA TV |  |  |
| Indiana lidera 2–0 |                                                         |                                       |                                                                       | |  |  |
|                    |                                                         |                                       |                                                                       | |  |  |

| 27 de abril        | Indiana Pacers                                                                   | 69–90                                 | Atlanta Hawks                                         | |  |  |
| 7:00 p. m.         | Parciales: 14-27, 16-27, 19-21, 20-15                                            | Parciales: 14-27, 16-27, 19-21, 20-15 | Parciales: 14-27, 16-27, 19-21, 20-15                 | |  |  |
|                    | Estadísticas David West 18 George, Hibbert y Hansbrough 9 cada uno George Hill 3 | Reporte Pts Reb Asts                  | Estadísticas Al Horford 26 Al Horford 16 Josh Smith 6 | Pabellón: Philips Arena, Atlanta, Georgia Asistencia: 18,238 espectadores Árbitros: Tom Washington, Scott Wall, Mike Callahan Televisión: ESPN |  |  |
| Indiana lidera 2-1 |                                                                                  |                                       |                                                       | |  |  |
|                    |                                                                                  |                                       |                                                       | |  |  |

| 29 de abril    | Indiana Pacers                                                | 91–102                                | Atlanta Hawks                                                       | |  |  |
| TBD            | Parciales: 21-22, 19-35, 22-12, 29-33                         | Parciales: 21-22, 19-35, 22-12, 29-33 | Parciales: 21-22, 19-35, 22-12, 29-33                               | |  |  |
|                | Estadísticas Paul George 21 Paul George 12 Lance Stephenson 9 | Reporte Pts Reb Asts                  | Estadísticas Josh Smith 29 Josh Smith 11 Harris y Teague 6 cada uno | Pabellón: Philips Arena, Atlanta, Georgia Asistencia: 18,241 espectadores Árbitros: James Capers, Joe Crawford, Tony Brown Televisión: TBD |  |  |
| empatada a 2-2 |                                                               |                                       |                                                                     | |  |  |
|                |                                                               |                                       |                                                                     | |  |  |

| 1 de mayo          | Atlanta Hawks                                                       | 83–106                                | Indiana Pacers                                                | |  |  |
| TBD                | Parciales: 22-21, 21-29, 24-31, 16-25                               | Parciales: 22-21, 21-29, 24-31, 16-25 | Parciales: 22-21, 21-29, 24-31, 16-25                         | |  |  |
|                    | Estadísticas Horford y Smith 14 cada uno Al Horford 9 Jeff Teague 5 | Reporte Pts Reb Asts                  | Estadísticas David West 24 Lance Stephenson 12 George Hill 10 | Pabellón: Bankers Life Fieldhouse, Indianápolis, Indiana Asistencia: 18,165 espectadores Árbitros: Bennett Salvatore, Monty McCutchen, Derrick Collins Televisión: TBD |  |  |
| Indiana lidera 3-2 |                                                                     |                                       |                                                               | |  |  |
|                    |                                                                     |                                       |                                                               | |  |  |

| 3 de mayo        | Indiana Pacers                                                                      | 81–73                                | Atlanta Hawks                                                              | |  |  |
| TBD              | Parciales: 21-20, 16-9, 28-21, 16-23                                                | Parciales: 21-20, 16-9, 28-21, 16-23 | Parciales: 21-20, 16-9, 28-21, 16-23                                       | |  |  |
|                  | Estadísticas West y Hill 21 cada uno Stephenson y Hibbert 11 cada uno Paul George 7 | Reporte Pts Reb Asts                 | Estadísticas Al Horford 15 Josh Smith 9 Horford, Smith y Harris 3 cada uno | Pabellón: Philips Arena, Atlanta, Georgia Asistencia: 18,238 espectadores Árbitros: Ron Garretson, Tony Brothers, Zach Zarba Televisión: TBD |  |  |
| Indiana gana 4-2 |                                                                                     |                                      |                                                                            | |  |  |
|                  |                                                                                     |                                      |                                                                            | |  |  |

Enfrentamientos en temporada regular
Empate 2–2 en partidos de temporada regular:
| 7 de noviembre de 2012 | Indiana Pacers | 86–89   | Atlanta Hawks |                                           |  |
|                        |                |         |               |                                           |  |
|                        |                | Reporte |               | Pabellón: Philips Arena, Atlanta, Georgia |  |

| 29 de diciembre de 2012 | Indiana Pacers | 100–109 | Atlanta Hawks |                                           |  |
|                         |                |         |               |                                           |  |
|                         |                | Reporte |               | Pabellón: Philips Arena, Atlanta, Georgia |  |

| 5 de febrero de 2013 | Atlanta Hawks | 103–114 | Indiana Pacers |                                                          |  |
|                      |               |         |                |                                                          |  |
|                      |               | Reporte |                | Pabellón: Bankers Life Fieldhouse, Indianápolis, Indiana |  |

| 25 de marzo de 2013 | Atlanta Hawks | 94–100  | Indiana Pacers |                                                          |  |
|                     |               |         |                |                                                          |  |
|                     |               | Reporte |                | Pabellón: Bankers Life Fieldhouse, Indianápolis, Indiana |  |

Último emfrentamiento en playoffs: 1.ª ronda de la Conferencia Este 1996 (Atlanta ganó 3–2).

#### (4) Brooklyn Nets vs. (5) Chicago Bulls
| 20 de abril         | Chicago Bulls                                                 | 89–106                                | Brooklyn Nets                                                   | |  |  |
| 8:00 p. m.          | Parciales: 14–25, 21–35, 27–29, 27–17                         | Parciales: 14–25, 21–35, 27–29, 27–17 | Parciales: 14–25, 21–35, 27–29, 27–17                           | |  |  |
|                     | Estadísticas Carlos Boozer 25 Carlos Boozer 8 Carlos Boozer 4 | Reporte Pts Reb Asts                  | Estadísticas Deron Williams 22 Reggie Evans 13 Deron Williams 7 | Pabellón: Barclays Center, Brooklyn, Nueva York, Nueva York, EE. UU. Asistencia: 17,732 espectadores Árbitros: Ken Mauer, Ed Malloy, Sean Wright Televisión: ESPN |  |  |
| Brooklyn lidera 1–0 |                                                               |                                       |                                                                 | |  |  |
|                     |                                                               |                                       |                                                                 | |  |  |

| 22 de abril        | Chicago Bulls                                             | 90–82                                 | Brooklyn Nets                                                | |  |  |
| 8:00 p. m.         | Parciales: 20–17, 27–29, 22–11, 21–25                     | Parciales: 20–17, 27–29, 22–11, 21–25 | Parciales: 20–17, 27–29, 22–11, 21–25                        | |  |  |
|                    | Estadísticas Luol Deng 15 Carlos Boozer 10 Kirk Hinrich 5 | Reporte Pts Reb Asts                  | Estadísticas Brook Lopez 21 Reggie Evans 8 Deron Williams 10 | Pabellón: Barclays Center, Brooklyn, Nueva York, Nueva York, EE. UU. Asistencia: 17,732 espectadores Árbitros: Monty McCutchen, Bill Spooner, Gary Zielinski Televisión: TNT |  |  |
| Serie empatada 1–1 |                                                           |                                       |                                                              | |  |  |
|                    |                                                           |                                       |                                                              | |  |  |

| 25 de abril        | Brooklyn Nets                                                | 76–79                                 | Chicago Bulls                                                          | |  |  |
| 8:30 p. m.         | Parciales: 17–19, 17–22, 18–24, 24–14                        | Parciales: 17–19, 17–22, 18–24, 24–14 | Parciales: 17–19, 17–22, 18–24, 24–14                                  | |  |  |
|                    | Estadísticas Brook Lopez 22 Reggie Evans 12 Deron Williams 4 | Reporte Pts Reb Asts                  | Estadísticas Carlos Boozer 22 Carlos Boozer 16 Boozer, Deng 3 cada uno | Pabellón: United Center, Chicago, Illinois Asistencia: 21,672 espectadores Árbitros: Joe Crawford, James Capers, Sean Corbin Televisión: NBA TV |  |  |
| Chicago lidera 2-1 |                                                              |                                       |                                                                        | |  |  |
|                    |                                                              |                                       |                                                                        | |  |  |

| 27 de abril        | Brooklyn Nets                                                    | 134–142                                             | Chicago Bulls                                                | |  |  |
| 2:00 p. m.         | Parciales: 26–25, 29–33, 29–18, 27–35 (T.E.: 31–23)              | Parciales: 26–25, 29–33, 29–18, 27–35 (T.E.: 31–23) | Parciales: 26–25, 29–33, 29–18, 27–35 (T.E.: 31–23)          | |  |  |
|                    | Estadísticas Deron Williams 32 Reggie Evans 13 Deron Williams 10 | Reporte Pts Reb Asts                                | Estadísticas Nate Robinson 34 Joakim Noah 13 Kirk Hinrich 14 | Pabellón: United Center, Chicago, Illinois Asistencia: 21,758 espectadores Árbitros: Tony Brothers, Ron Garretson, Eric Lewis Televisión: TNT |  |  |
| Chicago lidera 3–1 |                                                                  |                                                     |                                                              | |  |  |
|                    |                                                                  |                                                     |                                                              | |  |  |

| 29 de abril        | Chicago Bulls                                                  | 91–110                                | Brooklyn Nets                                                 | |  |  |
| TBD                | Parciales: 21-26, 23-26, 29-25, 18-33                          | Parciales: 21-26, 23-26, 29-25, 18-33 | Parciales: 21-26, 23-26, 29-25, 18-33                         | |  |  |
|                    | Estadísticas Nate Robinson 20 Carlos Boozer 10 Nate Robinson 8 | Reporte Pts Reb Asts                  | Estadísticas Brook Lopez 28 Reggie Evans 12 Deron Williams 10 | Pabellón: Barclays Center, Brooklyn, Nueva York, Nueva York, EE. UU. Asistencia: 17,732 espectadores Árbitros: Tom Washington, Zach Zarba, Mike Callahan Televisión: TBD |  |  |
| Chicago lidera 3–2 |                                                                |                                       |                                                               | |  |  |
|                    |                                                                |                                       |                                                               | |  |  |

| 2 de mayo    | Brooklyn Nets                                                                        | 95–92                                 | Chicago Bulls                                                    | |  |  |
| TBD          | Parciales: 33-27, 27-27, 15-17, 20-21                                                | Parciales: 33-27, 27-27, 15-17, 20-21 | Parciales: 33-27, 27-27, 15-17, 20-21                            | |  |  |
|              | Estadísticas Lopez, Johnson y Williams 17 cada uno Reggie Evans 15 Deron Williams 11 | Reporte Pts Reb Asts                  | Estadísticas Marco Belinelli 22 Joakim Noah 15 Marco Belinelli 7 | Pabellón: United Center, Chicago, Illinois Asistencia: Scott Foster, John Goble, Bill Kennedy espectadores Árbitros: 21,810 Televisión: TBD |  |  |
| empate a 3–3 |                                                                                      |                                       |                                                                  | |  |  |
|              |                                                                                      |                                       |                                                                  | |  |  |

| 4 de mayo        | Chicago Bulls                                                                         | 99–93                                 | Brooklyn Nets                                                   | |  |  |
| TBD              | Parciales: 29-25, 32-19, 21-31, 17-18                                                 | Parciales: 29-25, 32-19, 21-31, 17-18 | Parciales: 29-25, 32-19, 21-31, 17-18                           | |  |  |
|                  | Estadísticas Belinelli y Noah 24 cada uno Joakim Noah 14 Robinson y Butler 4 cada uno | Reporte Pts Reb Asts                  | Estadísticas Deron Williams 24 Reggie Evans 13 Deron Williams 7 | Pabellón: Barclays Center, Brooklyn, Nueva York, Nueva York, EE. UU. Asistencia: 17,732 espectadores Árbitros: James Capers, Monty McCutchen, Jason Phillips Televisión: TNT |  |  |
| Chicago gana 4–3 |                                                                                       |                                       |                                                                 | |  |  |
|                  |                                                                                       |                                       |                                                                 | |  |  |

Enfrentamientos en temporada regular
Chicago ganó 3–1 en partidos de la temporada regular:
| 15 de diciembre de 2012 | Brooklyn Nets | 82–83   | Chicago Bulls |                                            |  |
|                         |               |         |               |                                            |  |
|                         |               | Reporte |               | Pabellón: United Center, Chicago, Illinois |  |

| 1 de febrero de 2013 | Chicago Bulls | 89–93   | Brooklyn Nets |                                                                      |  |
|                      |               |         |               |                                                                      |  |
|                      |               | Reporte |               | Pabellón: Barclays Center, Brooklyn, Nueva York, Nueva York, EE. UU. |  |

| 2 de marzo de 2013 | Brooklyn Nets | 85–96   | Chicago Bulls |                                            |  |
|                    |               |         |               |                                            |  |
|                    |               | Reporte |               | Pabellón: United Center, Chicago, Illinois |  |

| 4 de abril de 2013 | Chicago Bulls | 92–90   | Brooklyn Nets |                                                                      |  |
|                    |               |         |               |                                                                      |  |
|                    |               | Reporte |               | Pabellón: Barclays Center, Brooklyn, Nueva York, Nueva York, EE. UU. |  |

Último enfrentamento en playoffs: 1º ronda de la Conferencia Este 1998 (Chicago ganó 3–0; Nets estaban en Nueva Jersey).

### Semifinales de Conferencia

#### (1) Miami Heat vs. (5) Chicago Bulls
| 6 de mayo          | Chicago Bulls                                                 | 93–86                                 | Miami Heat                                                 | |  |  |
| 7:00 p. m.         | Parciales: 21-15, 16-22, 21-25, 35-24                         | Parciales: 21-15, 16-22, 21-25, 35-24 | Parciales: 21-15, 16-22, 21-25, 35-24                      | |  |  |
|                    | Estadísticas Nate Robinson 27 Jimmy Butler 14 Nate Robinson 9 | Reporte Pts Reb Asts                  | Estadísticas LeBron James 24 LeBron James 8 LeBron James 7 | Pabellón: American Airlines Arena, Miami, Florida Asistencia: 19,685 espectadores Árbitros: Tom Washington, Ken Mauer, Ed Malloy Televisión: TNT |  |  |
| Chicago lidera 1–0 |                                                               |                                       |                                                            | |  |  |
|                    |                                                               |                                       |                                                            | |  |  |

| 8 de mayo  | Chicago Bulls                                                   | 78–115                                | Miami Heat                                             | |  |  |
| 7:00 p. m. | Parciales: 20-25, 21-30, 15-30, 22-30                           | Parciales: 20-25, 21-30, 15-30, 22-30 | Parciales: 20-25, 21-30, 15-30, 22-30                  | |  |  |
|            | Estadísticas Marco Belinelli 13 Joakim Noah 6 Marco Belinelli 6 | Reporte Pts Reb Asts                  | Estadísticas Ray Allen 21 Norris Cole 6 LeBron James 9 | Pabellón: American Airlines Arena, Miami, Florida Asistencia: 19,817 espectadores Árbitros: Scott Foster, Rodney Mott, Sean Wright Televisión: TNT |  |  |
| empate 1–1 |                                                                 |                                       |                                                        | |  |  |
|            |                                                                 |                                       |                                                        | |  |  |

| 10 de mayo       | Miami Heat                                                | 104–94                                | Chicago Bulls                                                | |  |  |
| 8:00 p. m.       | Parciales: 25-25, 27-25, 18–20, 34-24                     | Parciales: 25-25, 27-25, 18–20, 34-24 | Parciales: 25-25, 27-25, 18–20, 34-24                        | |  |  |
|                  | Estadísticas LeBron James 25 Chris Bosh 19 LeBron James 7 | Reporte Pts Reb Asts                  | Estadísticas Carlos Boozer 21 Joakim Noah 11 Nate Robinson 7 | Pabellón: United Center, Chicago, Illinois Asistencia: 22,675 espectadores Árbitros: Derrick Stafford, Joe Crawford, David Guthrie Televisión: ESPN |  |  |
| Miami lidera 2-1 |                                                           |                                       |                                                              | |  |  |
|                  |                                                           |                                       |                                                              | |  |  |

| 13 de mayo       | Miami Heat                                                            | 88–65                                | Chicago Bulls                                                                 | |  |  |
| 7:00 p. m.       | Parciales: 21-15, 23-18, 17–9, 27-23                                  | Parciales: 21-15, 23-18, 17–9, 27-23 | Parciales: 21-15, 23-18, 17–9, 27-23                                          | |  |  |
|                  | Estadísticas LeBron James 27 James y Haslem 7 cada uno LeBron James 8 | Reporte Pts Reb Asts                 | Estadísticas Carlos Boozer 14 Carlos Boozer 12 Robinson y Hamilton 4 cada uno | Pabellón: United Center, Chicago, Illinois Asistencia: 21,990 espectadores Árbitros: Dan Crawford, Marc Davis, Jason Phillips Televisión: TNT |  |  |
| Miami lidera 3-1 |                                                                       |                                      |                                                                               | |  |  |
|                  |                                                                       |                                      |                                                                               | |  |  |

| 15 de mayo     | Chicago Bulls                                                  | 91–94                                 | Miami Heat                                                          | |  |  |
| 7:00 p. m.     | Parciales: 21-30, 32-17, 24-22, 14-25                          | Parciales: 21-30, 32-17, 24-22, 14-25 | Parciales: 21-30, 32-17, 24-22, 14-25                               | |  |  |
|                | Estadísticas Carlos Boozer 26 Carlos Boozer 14 Nate Robinson 6 | Reporte Pts Reb Asts                  | Estadísticas LeBron James 23 James y Bosh 7 cada uno LeBron James 8 | Pabellón: American Airlines Arena, Miami, Florida Asistencia: 20,025 espectadores Árbitros: Bennett Salvatore, Tony Brothers, Mike Callahan Televisión: TNT |  |  |
| Miami gana 4-1 |                                                                |                                       |                                                                     | |  |  |
|                |                                                                |                                       |                                                                     | |  |  |

Enfrentamientos en temporada regular
Empate 2–2 en partidos de temporada regular:
| 4 de enero de 2013 | Chicago Bulls | 96–89   | Miami Heat |                                                   |  |
|                    |               |         |            |                                                   |  |
|                    |               | Reporte |            | Pabellón: American Airlines Arena, Miami, Florida |  |

| 21 de febrero de 2013 | Miami Heat | 86–67   | Chicago Bulls |                                            |  |
|                       |            |         |               |                                            |  |
|                       |            | Reporte |               | Pabellón: United Center, Chicago, Illinois |  |

| 27 de marzo de 2013 | Miami Heat | 97–101  | Chicago Bulls |                                            |  |
|                     |            |         |               |                                            |  |
|                     |            | Reporte |               | Pabellón: United Center, Chicago, Illinois |  |

| 14 de abril de 2013 | Chicago Bulls | 93–105  | Miami Heat |                                                   |  |
|                     |               |         |            |                                                   |  |
|                     |               | Reporte |            | Pabellón: American Airlines Arena, Miami, Florida |  |

Último enfrentamiento en playoffs: Final de la Conferencia Este 2011 (Miami ganó 4–1).

#### (2) New York Knicks vs. (3) Indiana Pacers
| 5 de mayo          | Indiana Pacers                                               | 102–95                                | New York Knicks                                                     | |  |  |
| 3:30 p. m.         | Parciales: 22-27, 30-19, 29-19, 21-30                        | Parciales: 22-27, 30-19, 29-19, 21-30 | Parciales: 22-27, 30-19, 29-19, 21-30                               | |  |  |
|                    | Estadísticas David West 20 Lance Stephenson 13 George Hill 6 | Reporte Pts Reb Asts                  | Estadísticas Carmelo Anthony 27 Carmelo Anthony 11 Pablo Prigioni 6 | Pabellón: Madison Square Garden, Nueva York, Nueva York, EE. UU. Asistencia: 19,033 espectadores Árbitros: Dan Crawford, Marc Davis, Michael Smith Televisión: ABC |  |  |
| Indiana lidera 1-0 |                                                              |                                       |                                                                     | |  |  |
|                    |                                                              |                                       |                                                                     | |  |  |

| 7 de mayo  | Indiana Pacers                                           | 79–105                                | New York Knicks                                                              | |  |  |
| 7:00 p. m. | Parciales: 20-29, 22-18, 24-25, 13-33                    | Parciales: 20-29, 22-18, 24-25, 13-33 | Parciales: 20-29, 22-18, 24-25, 13-33                                        | |  |  |
|            | Estadísticas Paul George 20 Roy Hibbert 12 George Hill 7 | Reporte Pts Reb Asts                  | Estadísticas Carmelo Anthony 32 Carmelo Anthony 9 Prigioni y Kidd 4 cada uno | Pabellón: Madison Square Garden, Nueva York, Nueva York, EE. UU. Asistencia: 19,033 espectadores Árbitros: Derrick Stafford, Joe Crawford, Sean Corbin Televisión: TNT |  |  |
| empate 1–1 |                                                          |                                       |                                                                              | |  |  |
|            |                                                          |                                       |                                                                              | |  |  |

| 11 de mayo         | New York Knicks                                                   | 71–82                                 | Indiana Pacers                                                        | |  |  |
| 8:00 p. m.         | Parciales: 15-18, 18-18, 20-26, 18-20                             | Parciales: 15-18, 18-18, 20-26, 18-20 | Parciales: 15-18, 18-18, 20-26, 18-20                                 | |  |  |
|                    | Estadísticas Carmelo Anthony 21 Iman Shumpert 10 Pablo Prigioni 4 | Reporte Pts Reb Asts                  | Estadísticas Roy Hibbert 24 Hibbert y West 12 cada uno Paul George 12 | Pabellón: Bankers Life Fieldhouse, Indianápolis, Indiana Asistencia: 18,165 espectadores Árbitros: Tony Brothers, Zach Zarba, Mike Callahan Televisión: ABC |  |  |
| Indiana lidera 2–1 |                                                                   |                                       |                                                                       | |  |  |
|                    |                                                                   |                                       |                                                                       | |  |  |

| 12 de mayo         | New York Knicks                                                    | 82–93                                 | Indiana Pacers                                           | |  |  |
| 7:00 p. m.         | Parciales: 16-23, 18-25, 22-19, 26-26                              | Parciales: 16-23, 18-25, 22-19, 26-26 | Parciales: 16-23, 18-25, 22-19, 26-26                    | |  |  |
|                    | Estadísticas Carmelo Anthony 24 Tyson Chandler 10 Raymond Felton 6 | Reporte Pts Reb Asts                  | Estadísticas George Hill 26 Paul George 14 Paul George 7 | Pabellón: Bankers Life Fieldhouse, Indianápolis, Indiana Asistencia: 18,165 espectadores Árbitros: Ron Garretson, Bill Spooner, Monty McCutchen Televisión: TNT |  |  |
| Indiana lidera 3–1 |                                                                    |                                       |                                                          | |  |  |
|                    |                                                                    |                                       |                                                          | |  |  |

| 16 de mayo         | Indiana Pacers                                          | 75–85                                 | New York Knicks                                                   | |  |  |
| 8:00 p. m.         | Parciales: 15-19, 19-21, 23-27, 18-18                   | Parciales: 15-19, 19-21, 23-27, 18-18 | Parciales: 15-19, 19-21, 23-27, 18-18                             | |  |  |
|                    | Estadísticas Paul George 23 David West 10 Paul George 6 | Reporte Pts Reb Asts                  | Estadísticas Carmelo Anthony 28 Tyson Chandler 8 Raymond Felton 4 | Pabellón: Madison Square Garden, Nueva York, Nueva York, EE. UU. Asistencia: 19,033 espectadores Árbitros: Scott Foster, John Goble, Bill Kennedy Televisión: TNT |  |  |
| Indiana lidera 3–2 |                                                         |                                       |                                                                   | |  |  |
|                    |                                                         |                                       |                                                                   | |  |  |

| 18 de mayo       | New York Knicks                                                            | 99–106                                | Indiana Pacers                                                                 | |  |  |
| 8:00 p. m.       | Parciales: 27-29, 20-26, 34-26, 18-25                                      | Parciales: 27-29, 20-26, 34-26, 18-25 | Parciales: 27-29, 20-26, 34-26, 18-25                                          | |  |  |
|                  | Estadísticas Carmelo Anthony 39 J.R. Smith 10 Prigioni y Felton 6 cada uno | Reporte Pts Reb Asts                  | Estadísticas Lance Stephenson 25 Roy Hibbert 12 West, Hill y George 4 cada uno | Pabellón: Bankers Life Fieldhouse, Indianápolis, Indiana Asistencia: 18,165 espectadores Árbitros: Tom Washington, Ken Mauer, Ed Malloy Televisión: ESPN |  |  |
| Indiana gana 4–2 |                                                                            |                                       |                                                                                | |  |  |
|                  |                                                                            |                                       |                                                                                | |  |  |

Enfrentamientos en temporada regular
Empate 2–2 en partidos de temporada regular:
| 18 de noviembre de 2012 | Indiana Pacers | 76–88   | New York Knicks |                                                                  |  |
|                         |                |         |                 |                                                                  |  |
|                         |                | Reporte |                 | Pabellón: Madison Square Garden, Nueva York, Nueva York, EE. UU. |  |

| 10 de enero de 2013 | New York Knicks | 76–81   | Indiana Pacers |                                                          |  |
|                     |                 |         |                |                                                          |  |
|                     |                 | Reporte |                | Pabellón: Bankers Life Fieldhouse, Indianápolis, Indiana |  |

| 20 de febrero de 2013 | New York Knicks | 91–125  | Indiana Pacers |                                                          |  |
|                       |                 |         |                |                                                          |  |
|                       |                 | Reporte |                | Pabellón: Bankers Life Fieldhouse, Indianápolis, Indiana |  |

| 14 de abril de 2013 | Indiana Pacers | 80–90   | New York Knicks |                                                                  |  |
|                     |                |         |                 |                                                                  |  |
|                     |                | Reporte |                 | Pabellón: Madison Square Garden, Nueva York, Nueva York, EE. UU. |  |

Último enfrentamiento en playoffs: Final de la Conferencia Este 2000 (Indiana ganó 4–2).

### Finales de Conferencia

#### (1) Miami Heat vs. (3) Indiana Pacers
| 22 de mayo       | Indiana Pacers                                                | 102–103                                             | Miami Heat                                                   | |  |  |
| 8:30 p. m.       | Parciales: 21-22, 21-15, 23-27, 27-28 (T.E.: 10–11)           | Parciales: 21-22, 21-15, 23-27, 27-28 (T.E.: 10–11) | Parciales: 21-22, 21-15, 23-27, 27-28 (T.E.: 10–11)          | |  |  |
|                  | Estadísticas Paul George 27 Lance Stephenson 12 Roy Hibbert 7 | Reporte Pts Reb Asts                                | Estadísticas LeBron James 30 LeBron James 10 LeBron James 10 | Pabellón: American Airlines Arena, Miami, Florida Asistencia: 19,679 espectadores Árbitros: Monty McCutchen, Tony Brothers, Jason Phillips Televisión: TNT |  |  |
| Miami lidera 1–0 |                                                               |                                                     |                                                              | |  |  |
|                  |                                                               |                                                     |                                                              | |  |  |

| 24 de mayo | Indiana Pacers                                           | 97–93                                  | Miami Heat                                                             | |  |  |
| 8:30 p. m. | Parciales:' 28-22, 25-25, 23-27, 21-19                   | Parciales:' 28-22, 25-25, 23-27, 21-19 | Parciales:' 28-22, 25-25, 23-27, 21-19                                 | |  |  |
|            | Estadísticas Roy Hibbert 29 Roy Hibbert 10 Paul George 6 | Reporte Pts Reb Asts                   | Estadísticas LeBron James 36 LeBron James 8 Wade y Chalmers 5 cada uno | Pabellón: American Airlines Arena, Miami, Florida Asistencia: 20,022 espectadores Árbitros: Tom Washington, Scott Foster, Bill Kennedy Televisión: TNT |  |  |
| Empate 1-1 |                                                          |                                        |                                                                        | |  |  |
|            |                                                          |                                        |                                                                        | |  |  |

| 26 de mayo       | Miami Heat                                                 | 114–96                                | Indiana Pacers                                          | |  |  |
| 8:30 p. m.       | Parciales: 34-30, 36-26, 21-20, 23-20                      | Parciales: 34-30, 36-26, 21-20, 23-20 | Parciales: 34-30, 36-26, 21-20, 23-20                   | |  |  |
|                  | Estadísticas LeBron James 22 Udonis Haslem 7 Dwyane Wade 8 | Reporte Pts Reb Asts                  | Estadísticas David West 21 Roy Hibbert 17 Paul George 8 | Pabellón: Bankers Life Fieldhouse, Indianápolis, Indiana Asistencia: 18,165 espectadores Árbitros: Ken Mauer, Ed Malloy, Mike Callahan Televisión: TNT |  |  |
| Miami lidera 2–1 |                                                            |                                       |                                                         | |  |  |
|                  |                                                            |                                       |                                                         | |  |  |

| 28 de mayo | Miami Heat                                                | 92–99                                 | Indiana Pacers                                                       | |  |  |
| 8:30 p. m. | Parciales: 22-29, 25-22, 23-29, 22-22                     | Parciales: 22-29, 25-22, 23-29, 22-22 | Parciales: 22-29, 25-22, 23-29, 22-22                                | |  |  |
|            | Estadísticas LeBron James 24 LeBron James 6 Dwyane Wade 6 | Reporte Pts Reb Asts                  | Estadísticas Roy Hibbert 23 Hibbert y West 12 cada uno George Hill 6 | Pabellón: Bankers Life Fieldhouse, Indianápolis, Indiana Asistencia: 18,165 espectadores Árbitros: Derrick Stafford, Joe Crawford, Rodney Mott Televisión: TNT |  |  |
| Empate 2-2 |                                                           |                                       |                                                                      | |  |  |
|            |                                                           |                                       |                                                                      | |  |  |

| 30 de mayo       | Indiana Pacers                                           | 102–103                               | Miami Heat                                                              | |  |  |
| 8:30 p. m.       | Parciales: 23-19, 21-21, 13-30, 22-20                    | Parciales: 23-19, 21-21, 13-30, 22-20 | Parciales: 23-19, 21-21, 13-30, 22-20                                   | |  |  |
|                  | Estadísticas Paul George 27 Paul George 11 Paul George 5 | Reporte Pts Reb Asts                  | Estadísticas LeBron James 30 LeBron James 8 James y Chalmers 6 cada uno | Pabellón: American Airlines Arena, Miami, Florida Asistencia: 19,613 espectadores Árbitros: James Capers, Dan Crawford, Marc Davis Televisión: TNT |  |  |
| Miami lidera 3–2 |                                                          |                                       |                                                                         | |  |  |
|                  |                                                          |                                       |                                                                         | |  |  |

| 1 de junio | Miami Heat                                                 | 77–91                                 | Indiana Pacers                                          | |  |  |
| 8:30 p. m. | Parciales: 23-21, 17-18, 15-29, 22-23                      | Parciales: 23-21, 17-18, 15-29, 22-23 | Parciales: 23-21, 17-18, 15-29, 22-23                   | |  |  |
|            | Estadísticas LeBron James 29 LeBron James 7 LeBron James 6 | Reporte Pts Reb Asts                  | Estadísticas Paul George 28 David West 14 George Hill 6 | Pabellón: Bankers Life Fieldhouse, Indianápolis, Indiana Asistencia: 18,165 espectadores Árbitros: Monty McCutchen, Tony Brothers, Jason Phillips Televisión: TNT |  |  |
| Empate 3-3 |                                                            |                                       |                                                         | |  |  |
|            |                                                            |                                       |                                                         | |  |  |

| 3 de junio     | Indiana Pacers                                               | 76–99                                 | Miami Heat                                                         |                                                                                                   |  |  |
| 8:30 p. m.     | Parciales: 21-19, 16-33, 18-24, 21-23                        | Parciales: 21-19, 16-33, 18-24, 21-23 | Parciales: 21-19, 16-33, 18-24, 21-23                              |                                                                                                   |  |  |
|                | Estadísticas Roy Hibbert 18 Roy Hibbert 8 Lance Stephenson 5 | Reporte Pts Reb Asts                  | Estadísticas LeBron James 32 Dwyane Wade 9 James y Cole 4 cada uno | Pabellón: American Airlines Arena, Miami, Florida Asistencia: 19,613 espectadores Televisión: TNT |  |  |
| Miami gana 4–3 |                                                              |                                       |                                                                    |                                                                                                   |  |  |
|                |                                                              |                                       |                                                                    |                                                                                                   |  |  |

Enfrentamientos en temporada regular
Indiana ganó 2–1 en partidos de la temporada regular:
| 8 de enero de 2013 | Miami Heat | 77–87   | Indiana Pacers |                                                          |  |
|                    |            |         |                |                                                          |  |
|                    |            | Reporte |                | Pabellón: Bankers Life Fieldhouse, Indianápolis, Indiana |  |

| 1 de febrero de 2013 | Miami Heat | 89–102  | Indiana Pacers |                                                          |  |
|                      |            |         |                |                                                          |  |
|                      |            | Reporte |                | Pabellón: Bankers Life Fieldhouse, Indianápolis, Indiana |  |

| 10 de marzo de 2013 | Indiana Pacers | 91–105  | Miami Heat |                                                   |  |
|                     |                |         |            |                                                   |  |
|                     |                | Reporte |            | Pabellón: American Airlines Arena, Miami, Florida |  |

Último enfrentamiento en playoffs: Semifinal de la Conferencia Este 2012 (Miami ganó 4–2).

## Conferencia Oeste

### Primera ronda

#### (1) Oklahoma City Thunder vs. (8) Houston Rockets
| 21 de abril              | Houston Rockets                                                         | 91–120                                | Oklahoma City Thunder                                                 | |  |  |
| 9:30 p. m.               | Parciales: 19–26, 28–34, 19–29, 25–31                                   | Parciales: 19–26, 28–34, 19–29, 25–31 | Parciales: 19–26, 28–34, 19–29, 25–31                                 | |  |  |
|                          | Estadísticas James Harden 20 Terrence Jones 8 Lin y Beverley 4 cada uno | Reporte Pts Reb Asts                  | Estadísticas Kevin Durant 24 Russell Westbrook 8 Russell Westbrook 10 | Pabellón: Chesapeake Energy Arena, Oklahoma City, Oklahoma Asistencia: 18,203 espectadores Árbitros: Ron Garretson, Tony Brothers, Zach Zarba Televisión: TNT |  |  |
| Oklahoma City lidera 1–0 |                                                                         |                                       |                                                                       | |  |  |
|                          |                                                                         |                                       |                                                                       | |  |  |

| 24 de abril              | Houston Rockets                                                        | 102–105                               | Oklahoma City Thunder                                                     | |  |  |
| 7:00 p. m.               | Parciales: 28–29, 27–28, 17–21, 30–26                                  | Parciales: 28–29, 27–28, 17–21, 30–26 | Parciales: 28–29, 27–28, 17–21, 30–26                                     | |  |  |
|                          | Estadísticas James Harden 36 Ömer Aşık 14 Harden y Beverley 6 cada uno | Reporte Pts Reb Asts                  | Estadísticas Durant y Westbrook 29 cada uno Serge Ibaka 11 Kevin Durant 9 | Pabellón: Chesapeake Energy Arena, Oklahoma City, Oklahoma Asistencia: 18,203 espectadores Árbitros: Dan Crawford, Marc Davis, Jason Phillips Televisión: TNT |  |  |
| Oklahoma City lidera 2–0 |                                                                        |                                       |                                                                           | |  |  |
|                          |                                                                        |                                       |                                                                           | |  |  |

| 27 de abril              | Oklahoma City Thunder                                       | 104–101                               | Houston Rockets                                                          | |  |  |
| 9:30 p. m.               | Parciales: 39-19, 27-30, 14-27, 24-25                       | Parciales: 39-19, 27-30, 14-27, 24-25 | Parciales: 39-19, 27-30, 14-27, 24-25                                    | |  |  |
|                          | Estadísticas Kevin Durant 41 Kevin Durant 14 Kevin Durant 4 | Reporte Pts Reb Asts                  | Estadísticas James Harden 30 Harden y Asik 8 cada uno Chandler Parsons 7 | Pabellón: Toyota Center, Houston, Texas Asistencia: 18,163 espectadores Árbitros: James Capers, Joe Crawford, Tony Brown Televisión: ESPN |  |  |
| Oklahoma City lidera 3–0 |                                                             |                                       |                                                                          | |  |  |
|                          |                                                             |                                       |                                                                          | |  |  |

| 29 de abril              | Oklahoma City Thunder                                      | 103–105                               | Houston Rockets                                                  | |  |  |
| TBD                      | Parciales: 24-29, 36-24, 24-38, 19-14                      | Parciales: 24-29, 36-24, 24-38, 19-14 | Parciales: 24-29, 36-24, 24-38, 19-14                            | |  |  |
|                          | Estadísticas Kevin Durant 38 Kevin Durant 8 Kevin Durant 6 | Reporte Pts Reb Asts                  | Estadísticas Chandler Parsons 27 Ömer Aşık 14 Chandler Parsons 6 | Pabellón: Toyota Center, Houston, Texas Asistencia: Bennett Salvatore, Monty McCutchen, Pat Fraher espectadores Árbitros: 18,081 Televisión: TBD |  |  |
| Oklahoma City lidera 3–1 |                                                            |                                       |                                                                  | |  |  |
|                          |                                                            |                                       |                                                                  | |  |  |

| 1 de mayo                | Houston Rockets                                              | 107–100                               | Oklahoma City Thunder                                     | |  |  |
| TBD                      | Parciales: 30-26, 20-17, 37-32, 20-25                        | Parciales: 30-26, 20-17, 37-32, 20-25 | Parciales: 30-26, 20-17, 37-32, 20-25                     | |  |  |
|                          | Estadísticas James Harden 31 Ömer Aşık 11 Chandler Parsons 4 | Reporte Pts Reb Asts                  | Estadísticas Kevin Durant 36 Serge Ibaka 9 Kevin Durant 7 | Pabellón: Chesapeake Energy Arena, Oklahoma City, Oklahoma Asistencia: 18,203 espectadores Árbitros: Bill Spooner, Ken Mauer, Ed Malloy Televisión: TBD |  |  |
| Oklahoma City lidera 3–2 |                                                              |                                       |                                                           | |  |  |
|                          |                                                              |                                       |                                                           | |  |  |

| 3 de mayo              | Oklahoma City Thunder                                         | 103–94                                | Houston Rockets                                          | |  |  |
| TBD                    | Parciales: 26-29, 32-25, 20-23, 25-17                         | Parciales: 26-29, 32-25, 20-23, 25-17 | Parciales: 26-29, 32-25, 20-23, 25-17                    | |  |  |
|                        | Estadísticas Kevin Durant 27 Nick Collison 9 Reggie Jackson 8 | Reporte Pts Reb Asts                  | Estadísticas James Harden 26 Ömer Aşık 13 James Harden 7 | Pabellón: Toyota Center, Houston, Texas Asistencia: 18,357 espectadores Árbitros: Tom Washington, Sean Corbin, Mike Callahan Televisión: TBD |  |  |
| Oklahoma City gana 4–2 |                                                               |                                       |                                                          | |  |  |
|                        |                                                               |                                       |                                                          | |  |  |

Enfrentamientos en temporada regular
Oklahoma City ganó 2–1 en partidos de temporada regular:
| 28 de noviembre de 2012 | Houston Rockets | 98–120  | Oklahoma City Thunder |                                                            |  |
|                         |                 |         |                       |                                                            |  |
|                         |                 | Reporte |                       | Pabellón: Chesapeake Energy Arena, Oklahoma City, Oklahoma |  |

| 29 de diciembre de 2012 | Oklahoma City Thunder | 124–94  | Houston Rockets |                                         |  |
|                         |                       |         |                 |                                         |  |
|                         |                       | Reporte |                 | Pabellón: Toyota Center, Houston, Texas |  |

| 20 de febrero de 2013 | Oklahoma City Thunder | 119–122 | Houston Rockets |                                         |  |
|                       |                       |         |                 |                                         |  |
|                       |                       | Reporte |                 | Pabellón: Toyota Center, Houston, Texas |  |

Último enfrentamiento en playoffs: Semifinales de la Conferencia Oeste (Houston ganó 4–3 a Seattle, el predecesor de Oklahoma City).

#### (2) San Antonio Spurs vs. (7) Los Angeles Lakers
| 21 de abril            | Los Angeles Lakers                                     | 79–91                                 | San Antonio Spurs                                                         | |  |  |
| 3:30 p. m.             | Parciales: 15–24, 22–21, 20–25, 22–21                  | Parciales: 15–24, 22–21, 20–25, 22–21 | Parciales: 15–24, 22–21, 20–25, 22–21                                     | |  |  |
|                        | Estadísticas Dwight Howard 20 Pau Gasol 16 Pau Gasol 6 | Reporte Pts Reb Asts                  | Estadísticas Parker y Ginóbili 18 cada uno Kawhi Leonard 11 Tony Parker 8 | Pabellón: AT&T Center, San Antonio, Texas Asistencia: 18,581 espectadores Árbitros: Dan Crawford, Marc Davis, Jason Phillips Televisión: ABC |  |  |
| San Antonio lidera 1–0 |                                                        |                                       |                                                                           | |  |  |
|                        |                                                        |                                       |                                                                           | |  |  |

| 24 de abril            | Los Angeles Lakers                                                             | 91–102                                | San Antonio Spurs                                                        | |  |  |
| 9:30 p. m.             | Parciales: 23–28, 25–28, 20–22, 23–24                                          | Parciales: 23–28, 25–28, 20–22, 23–24 | Parciales: 23–28, 25–28, 20–22, 23–24                                    | |  |  |
|                        | Estadísticas Howard y Blake 16 cada uno Howard y Gasol 9 cada uno Steve Nash 6 | Reporte Pts Reb Asts                  | Estadísticas Tony Parker 28 Kawhi Leonard 7 Parker y Ginóbili 7 cada uno | Pabellón: AT&T Center, San Antonio, Texas Asistencia: 18,581 espectadores Árbitros: Mike Callahan, David Guthrie, Tom Washington Televisión: TNT |  |  |
| San Antonio lidera 2–0 |                                                                                |                                       |                                                                          | |  |  |
|                        |                                                                                |                                       |                                                                          | |  |  |

| 26 de abril            | San Antonio Spurs                                     | 120–89                                | Los Angeles Lakers                                      | |  |  |
| 10:30 p. m.            | Parciales: 30–18, 25–26, 30–19, 35–26                 | Parciales: 30–18, 25–26, 30–19, 35–26 | Parciales: 30–18, 25–26, 30–19, 35–26                   | |  |  |
|                        | Estadísticas Tim Duncan 26 Tim Duncan 9 Tony Parker 7 | Reporte Pts Reb Asts                  | Estadísticas Dwight Howard 25 Pau Gasol 13 Pau Gasol 10 | Pabellón: Staples Center, Los Ángeles, California Asistencia: 18,997 espectadores Árbitros: Ken Mauer, Ed Malloy, Leon Wood Televisión: ESPN |  |  |
| San Antonio lidera 3–0 |                                                       |                                       |                                                         | |  |  |
|                        |                                                       |                                       |                                                         | |  |  |

| 28 de abril          | San Antonio Spurs                                                        | 103–82                                | Los Angeles Lakers                                                | |  |  |
| 7:00 p. m.           | Parciales: 26-20, 26-14, 26-24, 25-24                                    | Parciales: 26-20, 26-14, 26-24, 25-24 | Parciales: 26-20, 26-14, 26-24, 25-24                             | |  |  |
|                      | Estadísticas Tony Parker 23 Kawhi Leonard 7 Joseph y Ginóbili 6 cada uno | Reporte Pts Reb Asts                  | Estadísticas Pau Gasol 16 Howard y Gasol 8 cada uno Chris Duhon 7 | Pabellón: Staples Center, Los Ángeles, California Asistencia: 18,997 espectadores Árbitros: Derrick Stafford, Rodney Mott, Bennie Adams Televisión: TNT |  |  |
| San Antonio gana 4–0 |                                                                          |                                       |                                                                   | |  |  |
|                      |                                                                          |                                       |                                                                   | |  |  |

Enfrentamientos en temporada regular
San Antonio ganó 2–1 partidos de la temporada regular:
| 13 de noviembre de 2012 | San Antonio Spurs | 84–82   | Los Angeles Lakers |                                                   |  |
|                         |                   |         |                    |                                                   |  |
|                         |                   | Reporte |                    | Pabellón: Staples Center, Los Ángeles, California |  |

| 9 de enero de 2013 | Los Angeles Lakers | 105–108 | San Antonio Spurs |                                           |  |
|                    |                    |         |                   |                                           |  |
|                    |                    | Reporte |                   | Pabellón: AT&T Center, San Antonio, Texas |  |

| 14 de abril de 2013 | San Antonio Spurs | 86–91   | Los Angeles Lakers |                                                   |  |
|                     |                   |         |                    |                                                   |  |
|                     |                   | Reporte |                    | Pabellón: Staples Center, Los Ángeles, California |  |

Último enfrentamiento en playoffs: Finales de la Conferencia Oeste 2008 (Los Angeles Lakers ganó 4–1).

#### (3) Denver Nuggets vs. (6) Golden State Warriors
| 20 de abril       | Golden State Warriors                                                 | 95–97                                 | Denver Nuggets                                                               | |  |  |
| 5:30 p. m.        | Parciales: 25–28, 23–16, 16–27, 31–26                                 | Parciales: 25–28, 23–16, 16–27, 31–26 | Parciales: 25–28, 23–16, 16–27, 31–26                                        | |  |  |
|                   | Estadísticas Klay Thompson 22 Lee y Bogut 14 cada uno Jarrett Jack 10 | Reporte Pts Reb Asts                  | Estadísticas Andre Miller 28 Wilson Chandler 13 Iguodala y Miller 5 cada uno | Pabellón: Pepsi Center, Denver, Colorado Asistencia: 19,155 espectadores Árbitros: Mike Callahan, David Guthrie, Tom Washington Televisión: ESPN |  |  |
| Denver lidera 1–0 |                                                                       |                                       |                                                                              | |  |  |
|                   |                                                                       |                                       |                                                                              | |  |  |

| 23 de abril        | Golden State Warriors                                         | 131–117                               | Denver Nuggets                                                          | |  |  |
| 10:30 p. m.        | Parciales: 26–28, 35–25, 35–27, 35–37                         | Parciales: 26–28, 35–25, 35–27, 35–37 | Parciales: 26–28, 35–25, 35–27, 35–37                                   | |  |  |
|                    | Estadísticas Stephen Curry 30 Andrew Bogut 8 Stephen Curry 13 | Reporte Pts Reb Asts                  | Estadísticas Brewer y Lawson 19 cada uno Wilson Chandler 6 Ty Lawson 12 | Pabellón: Pepsi Center, Denver, Colorado Asistencia: 19,155 espectadores Árbitros: Scott Foster, John Goble, Bill Kennedy Televisión: TNT |  |  |
| Serie empatada 1–1 |                                                               |                                       |                                                                         | |  |  |
|                    |                                                               |                                       |                                                                         | |  |  |

| 26 de abril             | Denver Nuggets                                           | 108–110                               | Golden State Warriors                                         | |  |  |
| 10:30 p. m.             | Parciales: 32–32, 34–22, 18–33, 24–23                    | Parciales: 32–32, 34–22, 18–33, 24–23 | Parciales: 32–32, 34–22, 18–33, 24–23                         | |  |  |
|                         | Estadísticas Ty Lawson 35 Ty Lawson 10 Wilson Chandler 9 | Reporte Pts Reb Asts                  | Estadísticas Stephen Curry 29 Andrew Bogut 9 Stephen Curry 11 | Pabellón: Oracle Arena, Oakland, California Asistencia: 19,596 espectadores Árbitros: Derrick Stafford, Bennie Adams, Rodney Mott Televisión: ESPN2 |  |  |
| Golden State lidera 2–1 |                                                          |                                       |                                                               | |  |  |
|                         |                                                          |                                       |                                                               | |  |  |

| 28 de abril             | Denver Nuggets                                          | 101–115                               | Golden State Warriors                                         | |  |  |
| 9:30 p. m.              | Parciales: 21-25, 23-31, 28-35, 29-24                   | Parciales: 21-25, 23-31, 28-35, 29-24 | Parciales: 21-25, 23-31, 28-35, 29-24                         | |  |  |
|                         | Estadísticas Ty Lawson 26 Kenneth Faried 12 Ty Lawson 6 | Reporte Pts Reb Asts                  | Estadísticas Stephen Curry 31 Draymond Green 6 Jarrett Jack 9 | Pabellón: Oracle Arena, Oakland, California Asistencia: 19,596 espectadores Árbitros: Ken Mauer, Leon Wood, Ed Malloy Televisión: TNT |  |  |
| Golden State lidera 3–1 |                                                         |                                       |                                                               | |  |  |
|                         |                                                         |                                       |                                                               | |  |  |

| 30 de abril             | Golden State Warriors                                             | 100–107                               | Denver Nuggets                                                | |  |  |
| TBD                     | Parciales: 22-36, 24-30, 23-20, 31-21                             | Parciales: 22-36, 24-30, 23-20, 31-21 | Parciales: 22-36, 24-30, 23-20, 31-21                         | |  |  |
|                         | Estadísticas Harrison Barnes 23 Harrison Barnes 9 Stephen Curry 8 | Reporte Pts Reb Asts                  | Estadísticas Andre Iguodala 25 Andre Iguodala 12 Ty Lawson 10 | Pabellón: Pepsi Center, Denver, Colorado Asistencia: 19,155 espectadores Árbitros: Ron Garretson, Tony Brothers, Eric Lewis Televisión: TBD |  |  |
| Golden State lidera 3–2 |                                                                   |                                       |                                                               | |  |  |
|                         |                                                                   |                                       |                                                               | |  |  |

| 2 de mayo             | Denver Nuggets                                                                | 88–92                                 | Golden State Warriors                                        | |  |  |
| TBD                   | Parciales: 25-21, 17-19, 20-33, 26-19                                         | Parciales: 25-21, 17-19, 20-33, 26-19 | Parciales: 25-21, 17-19, 20-33, 26-19                        | |  |  |
|                       | Estadísticas Andre Iguodala 24 Kenneth Faried 11 Lawson y Iguodala 6 cada uno | Reporte Pts Reb Asts                  | Estadísticas Stephen Curry 22 Andrew Bogut21 Stephen Curry 8 | Pabellón: Oracle Arena, Oakland, California Asistencia: 19,596 espectadores Árbitros: Dan Crawford, Marc Davis, Michael Smith Televisión: TBD |  |  |
| Golden State gana 4–2 |                                                                               |                                       |                                                              | |  |  |
|                       |                                                                               |                                       |                                                              | |  |  |

Enfrentamientos en temporada regular
Denver ganó 3–1 en partidos de la temporada regular:
| 10 de noviembre de 2012 | Denver Nuggets | 107–101 | Golden State Warriors |                                             |  |
|                         |                |         |                       |                                             |  |
|                         |                | Reporte |                       | Pabellón: Oracle Arena, Oakland, California |  |

| 23 de noviembre de 2012 | Golden State Warriors | 91–102  | Denver Nuggets |                                          |  |
|                         |                       |         |                |                                          |  |
|                         |                       | Reporte |                | Pabellón: Pepsi Center, Denver, Colorado |  |

| 29 de noviembre de 2012 | Denver Nuggets | 105–106 | Golden State Warriors |                                             |  |
|                         |                |         |                       |                                             |  |
|                         |                | Reporte |                       | Pabellón: Oracle Arena, Oakland, California |  |

| 13 de enero de 2013 | Golden State Warriors | 105–116 | Denver Nuggets |                                          |  |
|                     |                       |         |                |                                          |  |
|                     |                       | Reporte |                | Pabellón: Pepsi Center, Denver, Colorado |  |

Último enfrentamiento en playoffs: Esta es la primera vez que se enfrentan Nuggets y Warriors.

#### (4) Los Angeles Clippers vs. (5) Memphis Grizzlies
| 20 de abril              | Memphis Grizzlies                                      | 91–112                                | Los Angeles Clippers                                     | |  |  |
| 10:30 p. m.              | Parciales: 21–29, 30–28, 18–18, 22–37                  | Parciales: 21–29, 30–28, 18–18, 22–37 | Parciales: 21–29, 30–28, 18–18, 22–37                    | |  |  |
|                          | Estadísticas Jerryd Bayless 19 Ed Davis 6 Marc Gasol 7 | Reporte Pts Reb Asts                  | Estadísticas Chris Paul 23 DeAndre Jordan 8 Chris Paul 7 | Pabellón: Staples Center, Los Ángeles, California Asistencia: 19,373 espectadores Árbitros: Scott Foster, John Goble, Bill Kennedy Televisión: ESPN |  |  |
| L.A. Clippers lidera 1–0 |                                                        |                                       |                                                          | |  |  |
|                          |                                                        |                                       |                                                          | |  |  |

| 22 de abril              | Memphis Grizzlies                                       | 91–93                                 | Los Angeles Clippers                                    | |  |  |
| 10:30 p. m.              | Parciales: 26–26, 18–24, 27–25, 20–18                   | Parciales: 26–26, 18–24, 27–25, 20–18 | Parciales: 26–26, 18–24, 27–25, 20–18                   | |  |  |
|                          | Estadísticas Mike Conley 28 Tony Allen 10 Mike Conley 9 | Reporte Pts Reb Asts                  | Estadísticas Chris Paul 24 Blake Griffin 8 Chris Paul 9 | Pabellón: Staples Center, Los Ángeles, California Asistencia: 19,276 espectadores Árbitros: Mike Callahan, David Guthrie, Tom Washington Televisión: TNT |  |  |
| L.A. Clippers lidera 2–0 |                                                         |                                       |                                                         | |  |  |
|                          |                                                         |                                       |                                                         | |  |  |

| 25 de abril              | Los Angeles Clippers                                        | 82–94                                 | Memphis Grizzlies                                             | |  |  |
| 9:30 p. m.               | Parciales: 20–23, 19–24, 23–23, 20–24                       | Parciales: 20–23, 19–24, 23–23, 20–24 | Parciales: 20–23, 19–24, 23–23, 20–24                         | |  |  |
|                          | Estadísticas Blake Griffin 16 DeAndre Jordan 8 Chris Paul 4 | Reporte Pts Reb Asts                  | Estadísticas Zach Randolph 27 Zach Randolph 11 Mike Conley 10 | Pabellón: FedExForum, Memphis, Tennessee Asistencia: 18,119 espectadores Árbitros: Ron Garretson, Tony Brothers, Eric Lewis Televisión: TNT |  |  |
| L.A. Clippers lidera 2–1 |                                                             |                                       |                                                               | |  |  |
|                          |                                                             |                                       |                                                               | |  |  |

| 27 de abril | Los Angeles Clippers                                                  | 83–104                                | Memphis Grizzlies                                                      | |  |  |
| 4:30 p. m.  | Parciales: 25-33, 22-13, 20-25, 16-33                                 | Parciales: 25-33, 22-13, 20-25, 16-33 | Parciales: 25-33, 22-13, 20-25, 16-33                                  | |  |  |
|             | Estadísticas Griffin y Paul 19 cada uno Blake Griffin 10 Chris Paul 6 | Reporte Pts Reb Asts                  | Estadísticas Randolph y Gasol 24 cada uno Marc Gasol 13 Mike Conley 13 | Pabellón: FedExForum, Memphis, Tennessee Asistencia: 18,119 espectadores Árbitros: Bennett Salvatore, Monty McCutchen, Pat Fraher Televisión: TNT |  |  |
| empate 2–2  |                                                                       |                                       |                                                                        | |  |  |
|             |                                                                       |                                       |                                                                        | |  |  |

| 30 de abril        | Memphis Grizzlies                                            | 103–93                                | Los Angeles Clippers                                     | |  |  |
| 10:30 p. m.        | Parciales: 26-28, 28-20, 19-17, 30-28                        | Parciales: 26-28, 28-20, 19-17, 30-28 | Parciales: 26-28, 28-20, 19-17, 30-28                    | |  |  |
|                    | Estadísticas Zach Randolph 25 Zach Randolph 11 Mike Conley 6 | Reporte Pts Reb Asts                  | Estadísticas Chris Paul 35 Matt Barnes 9 Blake Griffin 5 | Pabellón: Staples Center, Los Ángeles, California Asistencia: 19,384 espectadores Árbitros: Dan Crawford, Marc Davis, Jason Phillips Televisión: TBD |  |  |
| Memphis lidera 3–2 |                                                              |                                       |                                                          | |  |  |
|                    |                                                              |                                       |                                                          | |  |  |

| 3 de mayo        | Los Angeles Clippers                                    | 105–118                               | Memphis Grizzlies                                              | |  |  |
| 9:40 p. m.       | Parciales: 26-29, 27-29, 26-34, 26-26                   | Parciales: 26-29, 27-29, 26-34, 26-26 | Parciales: 26-29, 27-29, 26-34, 26-26                          | |  |  |
|                  | Estadísticas Matt Barnes 30 Matt Barnes 10 Chris Paul 8 | Reporte Pts Reb Asts                  | Estadísticas Randolph y Conley 23 Gasol y Allen 7 Tony Allen 6 | Pabellón: FedExForum, Memphis, Tennessee Asistencia: 18,119 espectadores Árbitros: Derrick Stafford, Joe Crawford, Rodney Mott Televisión: TBD |  |  |
| Memphis gana 4–2 |                                                         |                                       |                                                                | |  |  |
|                  |                                                         |                                       |                                                                | |  |  |

Enfrentamientos en temporada regular
Los Ángeles ganó 3–1 partidos de temporada regular:
| 31 de octubre de 2012 | Memphis Grizzlies | 92–101  | Los Angeles Clippers |                                                   |  |
|                       |                   |         |                      |                                                   |  |
|                       |                   | Reporte |                      | Pabellón: Staples Center, Los Ángeles, California |  |

| 14 de enero de 2013 | Los Angeles Clippers | 99–73   | Memphis Grizzlies |                                          |  |
|                     |                      |         |                   |                                          |  |
|                     |                      | Reporte |                   | Pabellón: FedExForum, Memphis, Tennessee |  |

| 13 de marzo de 2013 | Memphis Grizzlies | 96–85   | Los Angeles Clippers |                                                   |  |
|                     |                   |         |                      |                                                   |  |
|                     |                   | Reporte |                      | Pabellón: Staples Center, Los Ángeles, California |  |

| 13 de abril de 2013 | Los Angeles Clippers | 91–87   | Memphis Grizzlies |                                          |  |
|                     |                      |         |                   |                                          |  |
|                     |                      | Reporte |                   | Pabellón: FedExForum, Memphis, Tennessee |  |

Último enfrentamiento en playoffs: 1.ª ronda de la Conferencia Oeste 2012 (Los Angeles Clippers ganó 4–3).

### Semifinales de Conferencia

#### (1) Oklahoma City Thunder vs. (5) Memphis Grizzlies
| 3 de mayo                | Memphis Grizzlies                                                       | 91–93                                 | Oklahoma City Thunder                                       | |  |  |
| 1:00 p. m.               | Parciales: 16–14, 30–33, 27–17, 18–29                                   | Parciales: 16–14, 30–33, 27–17, 18–29 | Parciales: 16–14, 30–33, 27–17, 18–29                       | |  |  |
|                          | Estadísticas Marc Gasol 20 Zach Randolph 10 3 jugadores empatados con 3 | Reporte Pts Reb Asts                  | Estadísticas Kevin Durant 35 Kevin Durant 15 Kevin Durant 6 | Pabellón: Chesapeake Energy Arena, Oklahoma City, Oklahoma Asistencia: 18,203 espectadores Árbitros: Scott Foster, John Goble, Bill Kennedy Televisión: ABC |  |  |
| Oklahoma City lidera 1–0 |                                                                         |                                       |                                                             | |  |  |
|                          |                                                                         |                                       |                                                             | |  |  |

| 7 de mayo  | Memphis Grizzlies                                        | 99–93                                 | Oklahoma City Thunder                                       | |  |  |
| 9:30 p. m. | Parciales: 23–21, 31–30, 15–23, 30–19                    | Parciales: 23–21, 31–30, 15–23, 30–19 | Parciales: 23–21, 31–30, 15–23, 30–19                       | |  |  |
|            | Estadísticas Mike Conley 26 Mike Conley 10 Mike Conley 9 | Reporte Pts Reb Asts                  | Estadísticas Kevin Durant 36 Kevin Durant 11 Kevin Durant 9 | Pabellón: Chesapeake Energy Arena, Oklahoma City, Oklahoma Asistencia: 18,203 espectadores Árbitros: Monty McCutchen, Ron Garretson, Gary Zielinski Televisión: TNT |  |  |
| Empate 1–1 |                                                          |                                       |                                                             | |  |  |
|            |                                                          |                                       |                                                             | |  |  |

| 11 de mayo         | Oklahoma City Thunder                                       | 81–87                                 | Memphis Grizzlies                                         | |  |  |
| 5:00 p. m.         | Parciales: 18–22, 27–22, 15–22, 21–21                       | Parciales: 18–22, 27–22, 15–22, 21–21 | Parciales: 18–22, 27–22, 15–22, 21–21                     | |  |  |
|                    | Estadísticas Kevin Durant 25 Kevin Durant 11 Kevin Durant 5 | Reporte Pts Reb Asts                  | Estadísticas Marc Gasol 20 Zach Randolph 10 Mike Conley 6 | Pabellón: FedExForum, Memphis, Tennessee Asistencia: 18,119 espectadores Árbitros: Ken Mauer, Ed Malloy, Tom Washington Televisión: ESPN |  |  |
| Memphis lidera 2–1 |                                                             |                                       |                                                           | |  |  |
|                    |                                                             |                                       |                                                           | |  |  |

| 13 de mayo         | Oklahoma City Thunder                                        | 97–103                                            | Memphis Grizzlies                                                       | |  |  |
| 9:30 p. m.         | Parciales: 29–18, 27–30, 20–28, 18–18 (T.E.: 3–9)            | Parciales: 29–18, 27–30, 20–28, 18–18 (T.E.: 3–9) | Parciales: 29–18, 27–30, 20–28, 18–18 (T.E.: 3–9)                       | |  |  |
|                    | Estadísticas Kevin Durant 27 Serge Ibaka 14 Reggie Jackson 8 | Reporte Pts Reb Asts                              | Estadísticas Mike Conley 24 Zach Randolph 12 Conley y Prince 5 cada uno | Pabellón: FedExForum, Memphis, Tennessee Asistencia: 18,119 espectadores Árbitros: Joe Crawford], James Capers, Bennett Salvatore Televisión: TNT |  |  |
| Memphis lidera 3–1 |                                                              |                                                   |                                                                         | |  |  |
|                    |                                                              |                                                   |                                                                         | |  |  |

| 15 de mayo       | Memphis Grizzlies                                             | 88–84                                 | Oklahoma City Thunder                                        | |  |  |
| 9:30 p. m.       | Parciales: 18–23, 32–15, 14–24, 24–22                         | Parciales: 18–23, 32–15, 14–24, 24–22 | Parciales: 18–23, 32–15, 14–24, 24–22                        | |  |  |
|                  | Estadísticas Zach Randolph 28 Zach Randolph 14 Mike Conley 11 | Reporte Pts Reb Asts                  | Estadísticas Kevin Durant 21 Reggie Jackson 9 Kevin Durant 6 | Pabellón: Chesapeake Energy Arena, Oklahoma City, Oklahoma Asistencia: 18,203 espectadores Árbitros: Dan Crawford, Marc Davis, Jason Phillips Televisión: TNT |  |  |
| Memphis gana 4–1 |                                                               |                                       |                                                              | |  |  |
|                  |                                                               |                                       |                                                              | |  |  |

Enfrentamientos en temporada regular
Memphis ganó 2–1 partidos de temporada regular:
| 14 de noviembre de 2012 | Memphis Grizzlies | 107–97  | Oklahoma City Thunder |                                                            |  |
|                         |                   |         |                       |                                                            |  |
|                         |                   | Reporte |                       | Pabellón: Chesapeake Energy Arena, Oklahoma City, Oklahoma |  |

| 31 de enero de 2013 | Memphis Grizzlies | 89–106  | Oklahoma City Thunder |                                                            |  |
|                     |                   |         |                       |                                                            |  |
|                     |                   | Reporte |                       | Pabellón: Chesapeake Energy Arena, Oklahoma City, Oklahoma |  |

| 20 de marzo de 2013 | Oklahoma City Thunder | 89–90   | Memphis Grizzlies |                                          |  |
|                     |                       |         |                   |                                          |  |
|                     |                       | Reporte |                   | Pabellón: FedExForum, Memphis, Tennessee |  |

Último enfrentamiento en playoffs: Semifinales de la Conferencia Oeste 2011 (Oklahoma City ganó 4–3).

#### (2) San Antonio Spurs vs. (6) Golden State Warriors
| 6 de mayo              | Golden State Warriors                                          | 127–129                                                  | San Antonio Spurs                                          | |  |  |
| 9:30 p. m.             | Parciales: 28–25, 25–24, 39–31, 14–26 (T.E.: 9–9, 12–14)       | Parciales: 28–25, 25–24, 39–31, 14–26 (T.E.: 9–9, 12–14) | Parciales: 28–25, 25–24, 39–31, 14–26 (T.E.: 9–9, 12–14)   | |  |  |
|                        | Estadísticas Stephen Curry 44 Andrew Bogut 15 Stephen Curry 11 | Reporte Pts Reb Asts                                     | Estadísticas Tony Parker 28 Tim Duncan 11 Manu Ginóbili 11 | Pabellón: AT&T Center, San Antonio, Texas Asistencia: 18,581 espectadores Árbitros: Mike Callahan, Tony Brothers, Zach Zarba Televisión: TNT |  |  |
| San Antonio lidera 1–0 |                                                                |                                                          |                                                            | |  |  |
|                        |                                                                |                                                          |                                                            | |  |  |

| 8 de mayo  | Golden State Warriors                                           | 100–91                                | San Antonio Spurs                                           | |  |  |
| 9:30 p. m. | Parciales: 28–23, 34–20, 21–29, 17–19                           | Parciales: 28–23, 34–20, 21–29, 17–19 | Parciales: 28–23, 34–20, 21–29, 17–19                       | |  |  |
|            | Estadísticas Klay Thompson 34 Klay Thompson 14 Draymond Green 5 | Reporte Pts Reb Asts                  | Estadísticas Tim Duncan 23 Kawhi Leonard 12 Manu Ginóbili 4 | Pabellón: AT&T Center, San Antonio, Texas Asistencia: 18,581 espectadores Árbitros: Dan Crawford, James Capers, Jason Phillips Televisión: TNT |  |  |
| empate 1–1 |                                                                 |                                       |                                                             | |  |  |
|            |                                                                 |                                       |                                                             | |  |  |

| 10 de mayo             | San Antonio Spurs                                       | 102–92                                | Golden State Warriors                                         | |  |  |
| 10:30 p. m.            | Parciales: 32–23, 25–25, 22–21, 23–23                   | Parciales: 32–23, 25–25, 22–21, 23–23 | Parciales: 32–23, 25–25, 22–21, 23–23                         | |  |  |
|                        | Estadísticas Tony Parker 32 Tim Duncan 10 Tony Parker 5 | Reporte Pts Reb Asts                  | Estadísticas Klay Thompson 17 Andrew Bogut 12 Stephen Curry 8 | Pabellón: Oracle Arena, Oakland, California Asistencia: 19,596 espectadores Árbitros: Monty McCutchen, Rodney Mott, Bill Spooner Televisión: ESPN |  |  |
| San Antonio lidera 2–1 |                                                         |                                       |                                                               | |  |  |
|                        |                                                         |                                       |                                                               | |  |  |

| 12 de mayo | San Antonio Spurs                                             | 87–97                                              | Golden State Warriors                                             | |  |  |
| 3:30 p. m. | Parciales: 26–19, 19–18, 17–23, 22–24 (T.E.: 3–13)            | Parciales: 26–19, 19–18, 17–23, 22–24 (T.E.: 3–13) | Parciales: 26–19, 19–18, 17–23, 22–24 (T.E.: 3–13)                | |  |  |
|            | Estadísticas Manu Ginóbili 21 Tim Duncan 15 4 jugadores con 3 | Reporte Pts Reb Asts                               | Estadísticas Harrison Barnes 26 Andrew Bogut 18 3 jugadores con 4 | Pabellón: Oracle Arena, Oakland, California Asistencia: 19,596 espectadores Árbitros: Scott Foster, John Goble, Bill Kennedy Televisión: ABC |  |  |
| empate 2–2 |                                                               |                                                    |                                                                   | |  |  |
|            |                                                               |                                                    |                                                                   | |  |  |

| 14 de mayo             | Golden State Warriors                                             | 91–109                                | San Antonio Spurs                                        | |  |  |
| 9:30 p. m.             | Parciales: 28–37, 23–17, 21–29, 19–26                             | Parciales: 28–37, 23–17, 21–29, 19–26 | Parciales: 28–37, 23–17, 21–29, 19–26                    | |  |  |
|                        | Estadísticas Harrison Barnes 25 Harrison Barnes 7 Stephen Curry 8 | Reporte Pts Reb Asts                  | Estadísticas Tony Parker 25 Tim Duncan 11 Tony Parker 10 | Pabellón: AT&T Center, San Antonio, Texas Asistencia: 18,581 espectadores Árbitros: Ken Mauer, Ed Malloy, Tom Washington Televisión: TNT |  |  |
| San Antonio lidera 3–2 |                                                                   |                                       |                                                          | |  |  |
|                        |                                                                   |                                       |                                                          | |  |  |

| 16 de mayo           | San Antonio Spurs                                            | 94–82                                 | Golden State Warriors                                                  | |  |  |
| 10:30 p. m.          | Parciales: 21–19, 26–21, 19–19, 28–23                        | Parciales: 21–19, 26–21, 19–19, 28–23 | Parciales: 21–19, 26–21, 19–19, 28–23                                  | |  |  |
|                      | Estadísticas Tim Duncan 19 Kawhi Leonard 10 Manu Ginóbili 11 | Reporte Pts Reb Asts                  | Estadísticas Stephen Curry 22 Ezeli y Bogut 7 cada uno Stephen Curry 6 | Pabellón: Oracle Arena, Oakland, California Asistencia: 19,596 espectadores Árbitros: Joe Crawford, Sean Corbin, Derrick Stafford Televisión: ESPN |  |  |
| San Antonio gana 4–2 |                                                              |                                       |                                                                        | |  |  |
|                      |                                                              |                                       |                                                                        | |  |  |

Enfrentamientos en temporada regular
Empate 2–2 en partidos de temporada regular:
| 18 de enero de 2013 | Golden State Warriors | 88–95   | San Antonio Spurs |                                           |  |
|                     |                       |         |                   |                                           |  |
|                     |                       | Reporte |                   | Pabellón: AT&T Center, San Antonio, Texas |  |

| 22 de febrero de 2013 | San Antonio Spurs | 101–107 | Golden State Warriors |                                             |  |
|                       |                   |         |                       |                                             |  |
|                       |                   | Reporte |                       | Pabellón: Oracle Arena, Oakland, California |  |

| 20 de marzo de 2013 | Golden State Warriors | 93–104  | San Antonio Spurs |                                           |  |
|                     |                       |         |                   |                                           |  |
|                     |                       | Reporte |                   | Pabellón: AT&T Center, San Antonio, Texas |  |

| 15 de abril de 2013 | San Antonio Spurs | 106–116 | Golden State Warriors |                                             |  |
|                     |                   |         |                       |                                             |  |
|                     |                   | Reporte |                       | Pabellón: Oracle Arena, Oakland, California |  |

Último enfrentamiento en playoffs:  1.ª ronda de la Conferencia Oeste 1991 (Golden State ganó 3–1).

### Finales de Conferencia: (2) San Antonio Spurs vs. (5) Memphis Grizzlies
| 19 de mayo             | Memphis Grizzlies                                                          | 83–105                                | San Antonio Spurs                                       | |  |  |
| 3:30 p. m.             | Parciales: 14–31, 23–20, 20–22, 26–32                                      | Parciales: 14–31, 23–20, 20–22, 26–32 | Parciales: 14–31, 23–20, 20–22, 26–32                   | |  |  |
|                        | Estadísticas Quincy Pondexter 17 Randolph y Gasol 7 cada uno Mike Conley 8 | Reporte Pts Reb Asts                  | Estadísticas Tony Parker 20 Tim Duncan 10 Tony Parker 9 | Pabellón: AT&T Center, San Antonio, Texas Asistencia: 18,581 espectadores Árbitros: Dan Crawford, James Capers, Marc Davis Televisión: ABC |  |  |
| San Antonio lidera 1-0 |                                                                            |                                       |                                                         | |  |  |
|                        |                                                                            |                                       |                                                         | |  |  |

| 21 de mayo                      | Memphis Grizzlies                                                                    | 89–93                                            | San Antonio Spurs                                                     | |  |  |
| 9:00 p. m.                      | Parciales: 13–15, 18–31, 33–30, 21–9 (T.E.: 4–8)                                     | Parciales: 13–15, 18–31, 33–30, 21–9 (T.E.: 4–8) | Parciales: 13–15, 18–31, 33–30, 21–9 (T.E.: 4–8)                      | |  |  |
|                                 | Estadísticas Bayless y Conley 18 cada uno Zach Randolph 18 Conley y Gasol 4 cada uno | Reporte Pts Reb Asts                             | Estadísticas Tim Duncan 17 Duncan y Leonard 9 cada uno Tony Parker 18 | Pabellón: AT&T Center, San Antonio, Texas Asistencia: 18,581 espectadores Árbitros: Scott Foster, Bill Kennedy, Bill Spooner Televisión: ESPN |  |  |
| San Antonio lidera la serie 2–0 |                                                                                      |                                                  |                                                                       | |  |  |
|                                 |                                                                                      |                                                  |                                                                       | |  |  |

| 25 de mayo                      | San Antonio Spurs                                            | 104–93                                             | Memphis Grizzlies                                         | |  |  |
| 9:00 p. m.                      | Parciales: 13–29, 27–15, 24–21, 22–21 (T.E.: 18–7)           | Parciales: 13–29, 27–15, 24–21, 22–21 (T.E.: 18–7) | Parciales: 13–29, 27–15, 24–21, 22–21 (T.E.: 18–7)        | |  |  |
|                                 | Estadísticas Tony Parker 26 Kawhi Leonard 11 three players 5 | Reporte Pts Reb Asts                               | Estadísticas Mike Conley 20 Zach Randolph 15 Marc Gasol 5 | Pabellón: FedExForum, Memphis, Tennessee Asistencia: 18,119 espectadores Árbitros: Joe Crawford, Ron Garretson, Derrick Stafford Televisión: ESPN |  |  |
| San Antonio lidera la serie 3–0 |                                                              |                                                    |                                                           | |  |  |
|                                 |                                                              |                                                    |                                                           | |  |  |

| 27 de mayo                    | San Antonio Spurs                                                     | 93–86                                 | Memphis Grizzlies                                                          | |  |  |
| 9:00 p. m.                    | Parciales: 24–14, 20–24, 28–28, 21–20                                 | Parciales: 24–14, 20–24, 28–28, 21–20 | Parciales: 24–14, 20–24, 28–28, 21–20                                      | |  |  |
|                               | Estadísticas Tony Parker 37 Tim Duncan 8 Ginóbili y Parker 6 cada uno | Reporte Pts Reb Asts                  | Estadísticas Quincy Pondexter 22 Allen y Randolph 8 cada uno Mike Conley 7 | Pabellón: FedExForum, Memphis, Tennessee Asistencia: 18,119 espectadores Árbitros: Monty McCutchen, Tony Brothers, Zach Zarba Televisión: ESPN |  |  |
| San Antonio gana la serie 4–0 |                                                                       |                                       |                                                                            | |  |  |
|                               |                                                                       |                                       |                                                                            | |  |  |

Enfrentamientos en temporada regular
Empate 2–2 en partidos de temporada regular:
| 1 de diciembre | Memphis Grizzlies | 95–99   | San Antonio Spurs | |  |
|                |                   |         |                   | |  |
|                |                   | Reporte |                   | Pabellón: AT&T Center, San Antonio, Texas Asistencia: 18,581 espectadores Árbitros: Dan Crawford, Mark Ayotte, Sean Wright |  |

| 11 de enero | San Antonio Spurs | 98–101  | Memphis Grizzlies | |  |
|             |                   |         |                   | |  |
|             |                   | Reporte |                   | Pabellón: FedExForum, Memphis, Tennessee Asistencia: 17,685 espectadores Árbitros: Dan Crawford, David Guthrie, Haywoode Workman |  |

| 16 de enero | Memphis Grizzlies | 82–103  | San Antonio Spurs | |  |
|             |                   |         |                   | |  |
|             |                   | Reporte |                   | Pabellón: AT&T Center, San Antonio, Texas Asistencia: 18,581 espectadores Árbitros: Rodney Mott, John Goble, Josh Tiven |  |

| 1 de abril | San Antonio Spurs | 90–92   | Memphis Grizzlies | |  |
|            |                   |         |                   | |  |
|            |                   | Reporte |                   | Pabellón: FedExForum, Memphis, Tennessee Asistencia: 16,642 espectadores Árbitros: James Capers, Kevin Cutler, Eric Lewis |  |

Este es el tercer enfrentamiento en playoffs entre ambos, con una serie ganada por cada uno.
Último enfrentamiento en playoffs: 1.ª ronda de la Conferencia Oeste 2011 (Memphis ganó 4–2).

## Finales de la NBA: (E1) Miami Heat vs. (W2) San Antonio Spurs
| 6 de junio                         | San Antonio Spurs                                       | 92–88                                 | Miami Heat                                                   | |  |  |
| 9:00 pm                            | Parciales: 23–24, 26–28, 20–20, 23–16                   | Parciales: 23–24, 26–28, 20–20, 23–16 | Parciales: 23–24, 26–28, 20–20, 23–16                        | |  |  |
|                                    | Estadísticas Tony Parker 21 Tim Duncan 14 Tony Parker 6 | Reporte Pts Reb Asts                  | Estadísticas LeBron James 18 LeBron James 18 LeBron James 10 | Pabellón: American Airlines Arena, Miami Asistencia: 19,775 espectadores Árbitros: Monty McCutchen, Tony Brothers, Jason Phillips Televisión: ABC |  |  |
| San Antonio lidera las series, 1–0 |                                                         |                                       |                                                              | |  |  |
|                                    |                                                         |                                       |                                                              | |  |  |

| 9 de junio            | San Antonio Spurs                                          | 84–103                                | Miami Heat                                                  | |  |  |
| 8:00 pm               | Parciales: 22–22, 23–28, 20–25, 19–28                      | Parciales: 22–22, 23–28, 20–25, 19–28 | Parciales: 22–22, 23–28, 20–25, 19–28                       | |  |  |
|                       | Estadísticas Danny Green 17 Kawhi Leonard 14 Tony Parker 5 | Reporte Pts Reb Asts                  | Estadísticas Mario Chalmers 19 Chris Bosh 10 LeBron James 7 | Pabellón: American Airlines Arena, Miami Asistencia: 19,900 espectadores Árbitros: Joey Crawford, Ed Malloy, Ken Mauer Televisión: ABC |  |  |
| Series empatadas, 1–1 |                                                            |                                       |                                                             | |  |  |
|                       |                                                            |                                       |                                                             | |  |  |

| 11 de junio                        | Miami Heat                                                     | 77–113                                | San Antonio Spurs                                       | |  |  |
| 9:00 pm                            | Parciales: 20–24, 24–26, 19–28, 14–35                          | Parciales: 20–24, 24–26, 19–28, 14–35 | Parciales: 20–24, 24–26, 19–28, 14–35                   | |  |  |
|                                    | Estadísticas Dwyane Wade 16 LeBron James 11 James, Wade 5 each | Reporte Pts Reb Asts                  | Estadísticas Danny Green 27 Tim Duncan 14 Tony Parker 8 | Pabellón: AT&T Center, San Antonio Asistencia: 18,581 espectadores Árbitros: Danny Crawford, James Capers, Marc Davis Televisión: ABC |  |  |
| San Antonio lidera las series, 2–1 |                                                                |                                       |                                                         | |  |  |
|                                    |                                                                |                                       |                                                         | |  |  |

| 13 de junio           | Miami Heat                                                  | 109–93                                | San Antonio Spurs                                        | |  |  |
| 9:00 pm               | Parciales: 29–26, 20–23, 32–27, 28–17                       | Parciales: 29–26, 20–23, 32–27, 28–17 | Parciales: 29–26, 20–23, 32–27, 28–17                    | |  |  |
|                       | Estadísticas LeBron James 33 Chris Bosh 13 Mario Chalmers 9 | Reporte Pts Reb Asts                  | Estadísticas Tim Duncan 20 Kawhi Leonard 7 Tony Parker 9 | Pabellón: AT&T Center, San Antonio Asistencia: 18,581 espectadores Árbitros: Scott Foster, Mike Callahan, Bill Kennedy Televisión: ABC |  |  |
| Series empatadas, 2–2 |                                                             |                                       |                                                          | |  |  |
|                       |                                                             |                                       |                                                          | |  |  |

| 16 de junio                        | Miami Heat                                                           | 104–114                               | San Antonio Spurs                                          | |  |  |
| 8:00 pm                            | Parciales: 19–32, 33–29, 23–26, 29–27                                | Parciales: 19–32, 33–29, 23–26, 29–27 | Parciales: 19–32, 33–29, 23–26, 29–27                      | |  |  |
|                                    | Estadísticas James, Wade, 25 each James, Bosh, 6 each Dwyane Wade 10 | Reporte Pts Reb Asts                  | Estadísticas Tony Parker 26 Tim Duncan 12 Manu Ginóbili 10 | Pabellón: AT&T Center, San Antonio Asistencia: 18,581 espectadores Árbitros: Monty McCutchen, Tony Brothers, Ed Malloy Televisión: ABC |  |  |
| San Antonio lidera las series, 3–2 |                                                                      |                                       |                                                            | |  |  |
|                                    |                                                                      |                                       |                                                            | |  |  |

| 18 de junio           | San Antonio Spurs                                      | 100–103                                           | Miami Heat                                                 | |  |  |
| 9:00 pm               | Parciales: 25–27, 25–17, 25–21, 20–30 (T.E.: 5–8)      | Parciales: 25–27, 25–17, 25–21, 20–30 (T.E.: 5–8) | Parciales: 25–27, 25–17, 25–21, 20–30 (T.E.: 5–8)          | |  |  |
|                       | Estadísticas Tim Duncan 30 Tim Duncan 17 Tony Parker 8 | Reporte Pts Reb Asts                              | Estadísticas LeBron James 32 Chris Bosh 11 LeBron James 11 | Pabellón: American Airlines Arena, Miami Asistencia: 19,900 espectadores Árbitros: Joey Crawford, Mike Callahan, Ken Mauer Televisión: ABC |  |  |
| Series empatadas, 3–3 |                                                        |                                                   |                                                            | |  |  |
|                       |                                                        |                                                   |                                                            | |  |  |

| 20 de junio                | San Antonio Spurs                                           | 88–95                                                                       | Miami Heat                                                           | |  |  |
| 9:00 pm                    | Parciales: 16–18, 28–28, 27–26, 17–23                       | Parciales: 16–18, 28–28, 27–26, 17–23                                       | Parciales: 16–18, 28–28, 27–26, 17–23                                | |  |  |
|                            | Estadísticas Tim Duncan 24 Kawhi Leonard 16 Manu Ginóbili 5 | [http://www.nba.com/games/20130620/SASMIA/gameinfo.html?ls=pot Pts Reb Asts | Estadísticas LeBron James 37 LeBron James 12 Allen, James 4 cada uno | Pabellón: American Airlines Arena, Miami Asistencia: 19,900 espectadores Árbitros: Danny Crawford, Scott Foster, Monty McCutchen Televisión: ABC |  |  |
| Miami gana las series, 4–3 |                                                             |                                                                             |                                                                      | |  |  |
|                            |                                                             |                                                                             |                                                                      | |  |  |

- El partido 3 fue el último de la carrera de Tracy McGrady en la NBA.

Enfrentamientos en temporada regular
| 29 de noviembre de 2012 | San Antonio Spurs | 100–105 | Miami Heat |                                          |  |
|                         |                   |         |            |                                          |  |
|                         |                   | Reporte |            | Pabellón: American Airlines Arena, Miami |  |

| 31 de marzo de 2013 | Miami Heat | 88–86   | San Antonio Spurs |                                    |  |
|                     |            |         |                   |                                    |  |
|                     |            | Reporte |                   | Pabellón: AT&T Center, San Antonio |  |

Éste fue el primer enfrentamiento en playoffs entre Heat y Spurs.